# Thüringer Schiefergebirge
Das Thüringer Schiefergebirge, auch Thüringisches Schiefergebirge genannt, ist ein maximal 869 m ü. NHN hohes Mittelgebirge in Thüringen, Deutschland.

## Geographie

### Lage und Ausdehnung

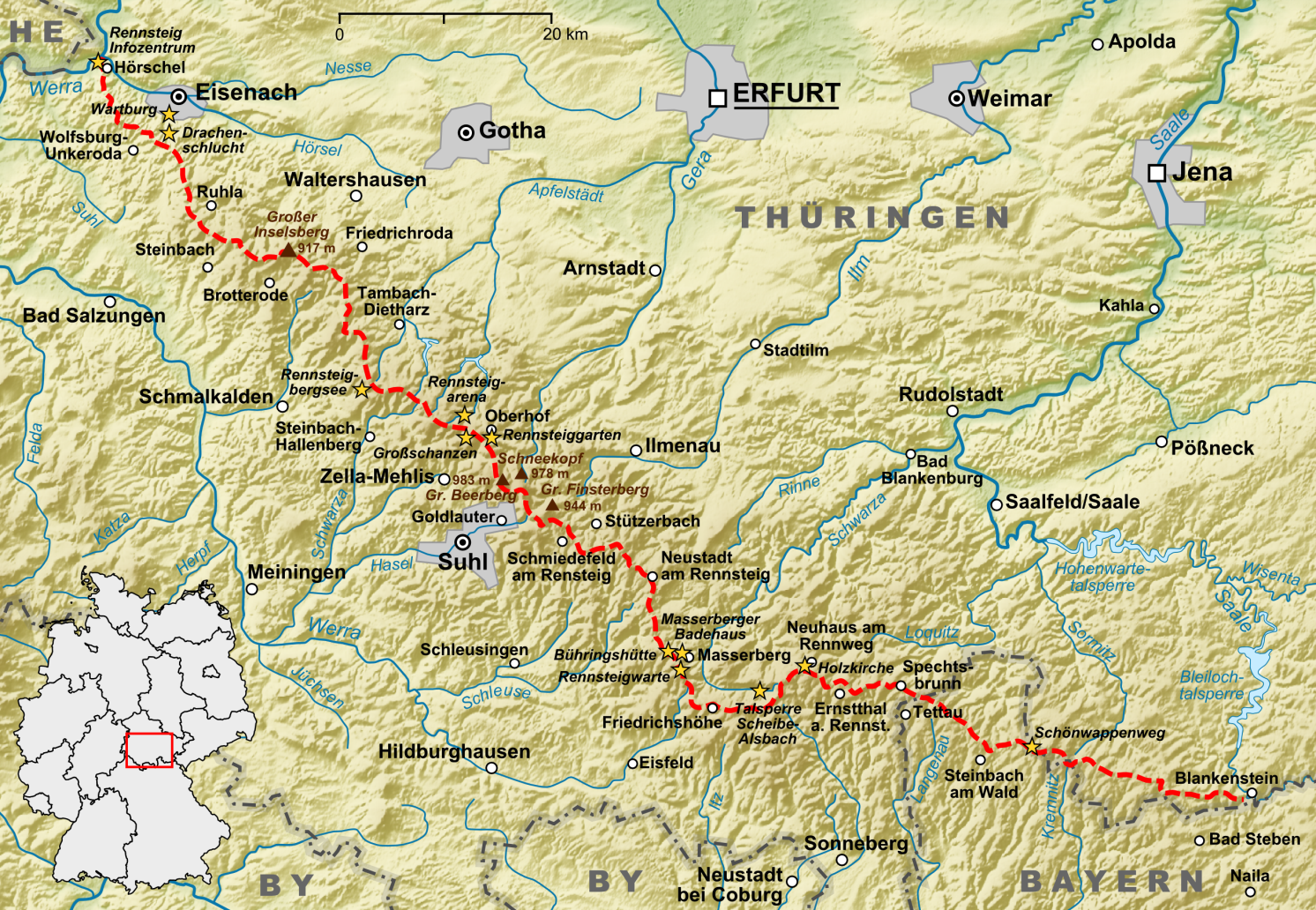
Der östliche Teil des Rennsteigs verläuft zum Teil auf der Kammlinie des Thüringer Schiefergebirges, teilweise über den Frankenwald

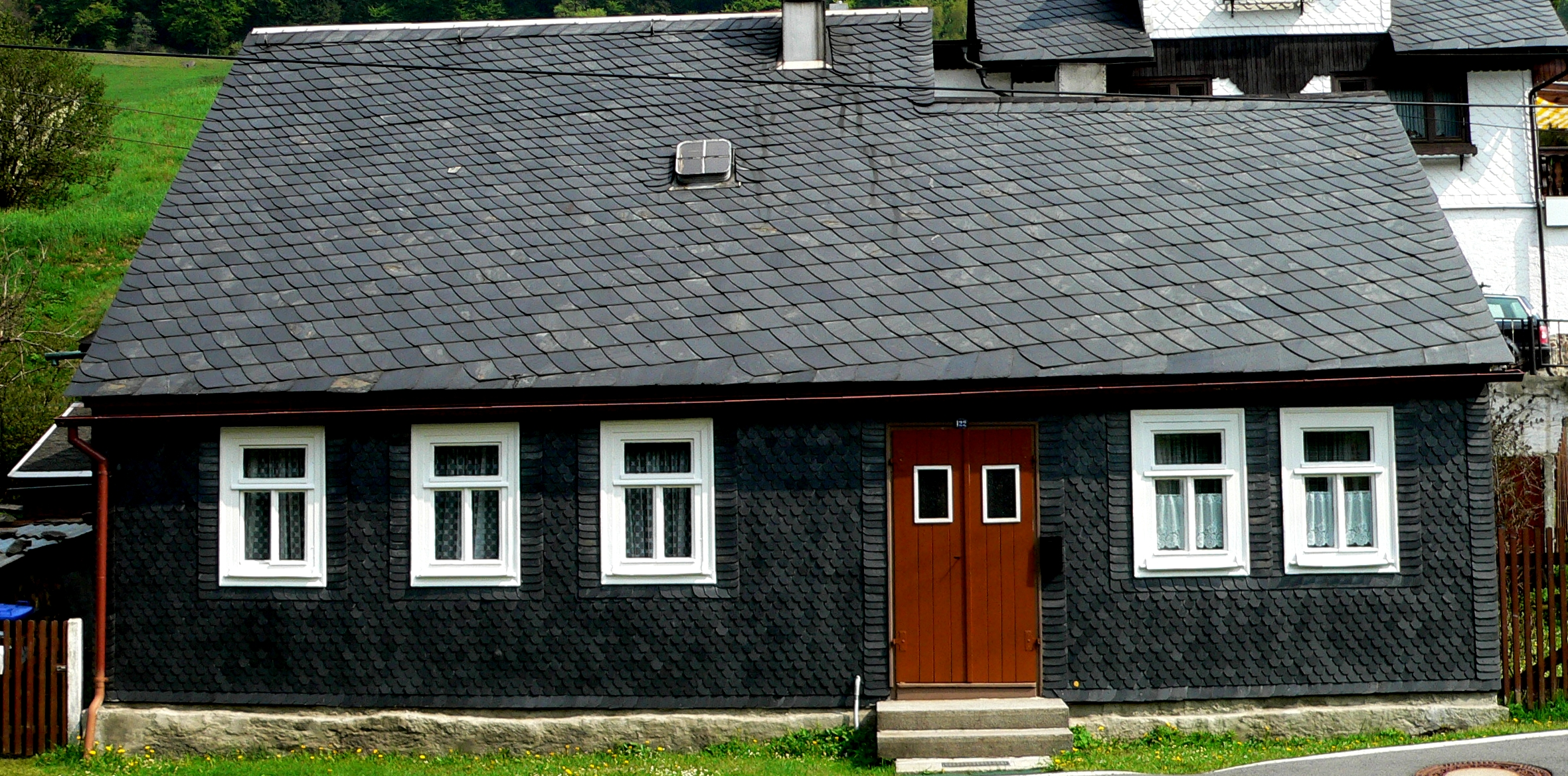
Typische Bauform für das Thüringer Schiefergebirge ist das einstöckige Ernhaus als Schieferhaus aus Fachwerk, gegründet auf einer im Normalfall ein Kellergewölbe einschließenden Grundmauer aus Grauwackebruchsteinen und Schieferplatten, das oft nach und nach durch Aufstockungen und Anbauten (Ziegenstall, Waschhaus etc.) erweitert und mit Zwerchhaus, Giebelgaube, Windfang, Erkern oder ähnlichen Bauteilen ausgeschmückt wurde.

Das Thüringer Schiefergebirge schließt sich östlich an den Thüringer Wald an und reicht als naturräumliche Einheit bis zum oberen Saaletal im Bereich der Saaletalsperren.
Als Teil eines nordwest-südost verlaufenden Mittelgebirgszuges erstreckt sich der Hauptkamm des Thüringer Schiefergebirges zwischen Thüringer Wald im Nordwesten und Frankenwald im Südosten. Trotz der zahlreichen Unterschiede zwischen Thüringer Wald und dem Hauptkamm des Thüringer Schiefergebirges wird landläufig, oft in touristischem Zusammenhang, der bekanntere Begriff Thüringer Wald auch auf Letzteren angewendet. An die östlichen Ausläufer des Thüringer Schiefergebirges schließt sich das Vogtland an, das weiter südlich in den südwest-nordost verlaufenden Mittelgebirgszug Elstergebirge-Erzgebirge übergeht.
Der überwiegende Anteil der Gebirgsfläche liegt im Freistaat Thüringen. Nur ein sehr kleiner Anteil befindet sich im äußersten Norden des Landkreises Kronach im Freistaat Bayern. Das Gebirge wird von Teilen der Naturparks Thüringer Wald, Frankenwald und Thüringer Schiefergebirge/Obere Saale eingenommen.
Das Thüringer Schiefergebirge ist Teil einer ausgedehnten, meist etwa 300 m bis über 530 m ü. NN hohen, flachwelligen variszischen Mittelgebirgs-Rumpffläche, die nach Norden allmählich zum Thüringer Becken hin abflacht. Dieser Gebirgsstock umfasst sehr unterschiedliche Landschaften, die teilweise räumlich verschränkt sind: das gebirgige Hochplateau mit den Rennsteighöhen, der Raanz und der Saalfelder Höhe, die Schwarza- und die Loquitz-Talauen, weiter östlich das Sormitztal, das sanfter gewellte ostthüringer Schiefergebirge und das obere Saaletal. Große Teile des thüringischen Vogtlands, das flachwellige Reußische Oberland und dessen submontane Ausläufer zählen ebenfalls zu diesem Gebirgszug.
Auf der Kammlinie, dem Rennsteig, im Westen des Gebirgsstocks erreichen die Berge Höhen zwischen 700 m und über 860 m ü. NN. Auf einer Fläche von ca. 700 km² sind die größten Höhen über NN zu finden. Der höchste Berg ist der Große Farmdenkopf (868,7 m ü. NHN) unweit des Übergangs zum Thüringer Wald. Das Hochplateau zwischen Thüringer Wald und Frankenwald dacht nach Norden durch die Einzugsgebiete der Königseer Rinne, der Schwarza und der Lichte zum Paulinzellaer Buntsandstein-Vorland (Thüringer Becken) und die Einzugsgebiete der Zopte und der Loquitz zum Saaletal ab. Nach Süden dacht es über die Oberläufe von Biber, Werra und Saar zu den östlichen Ausläufern des Südthüringer Buntsandstein-Waldlandes, über das Einzugsgebiet der Itz zu den Schalkauer Muschelkalk-Platten im Sonneberger Hinterland und das Einzugsgebiet der Steinach im Sonneberger Oberland zum westlichen obermainischen Jura-Trias-Hügelland ab. Diese Hochflächenregion, der Hauptkamm, wird auch als das eigentliche Mittelgebirge Thüringer Schiefergebirge (Thüringer Schiefergebirge im engeren Sinne) angesehen.
Der Hauptkamm wird nach Osten durch die sogenannte Steinacher Flexur gegen den Frankenwald begrenzt. Die südwest-nordost verlaufende Flexur trennt einen relativ schmalen Streifen devonischer Gesteine, die noch zum Thüringer Schiefergebirge gehören, von Gesteinen des Unterkarbons, die schon im Frankenwald liegen. Da die devonischen Gesteine im Untergrund günstigere Bedingungen für landwirtschaftliche Bodennutzung bieten, verläuft entlang ihres Ausbisses ein schmaler Rodungsstreifen, der auf Luftbildern gut erkennbar ist. Er folgt dem Passabschnitt („Biel“) eines mittelalterlichen, möglicherweise prähistorischen Handelswegs, der alte Rodesiedlungen miteinander verbindet.

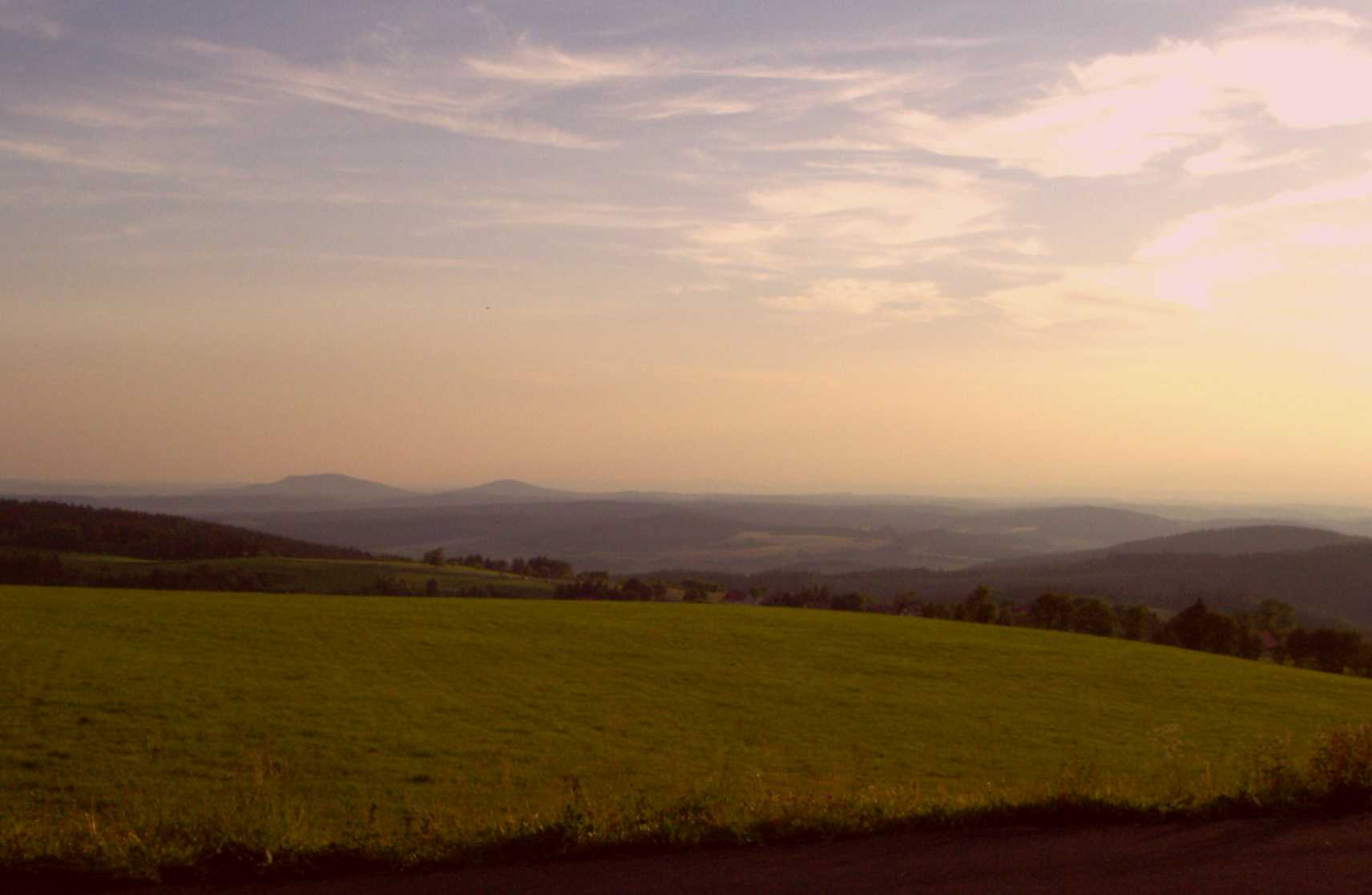
Blick vom Thüringer Schiefergebirge auf das südliche Vorland

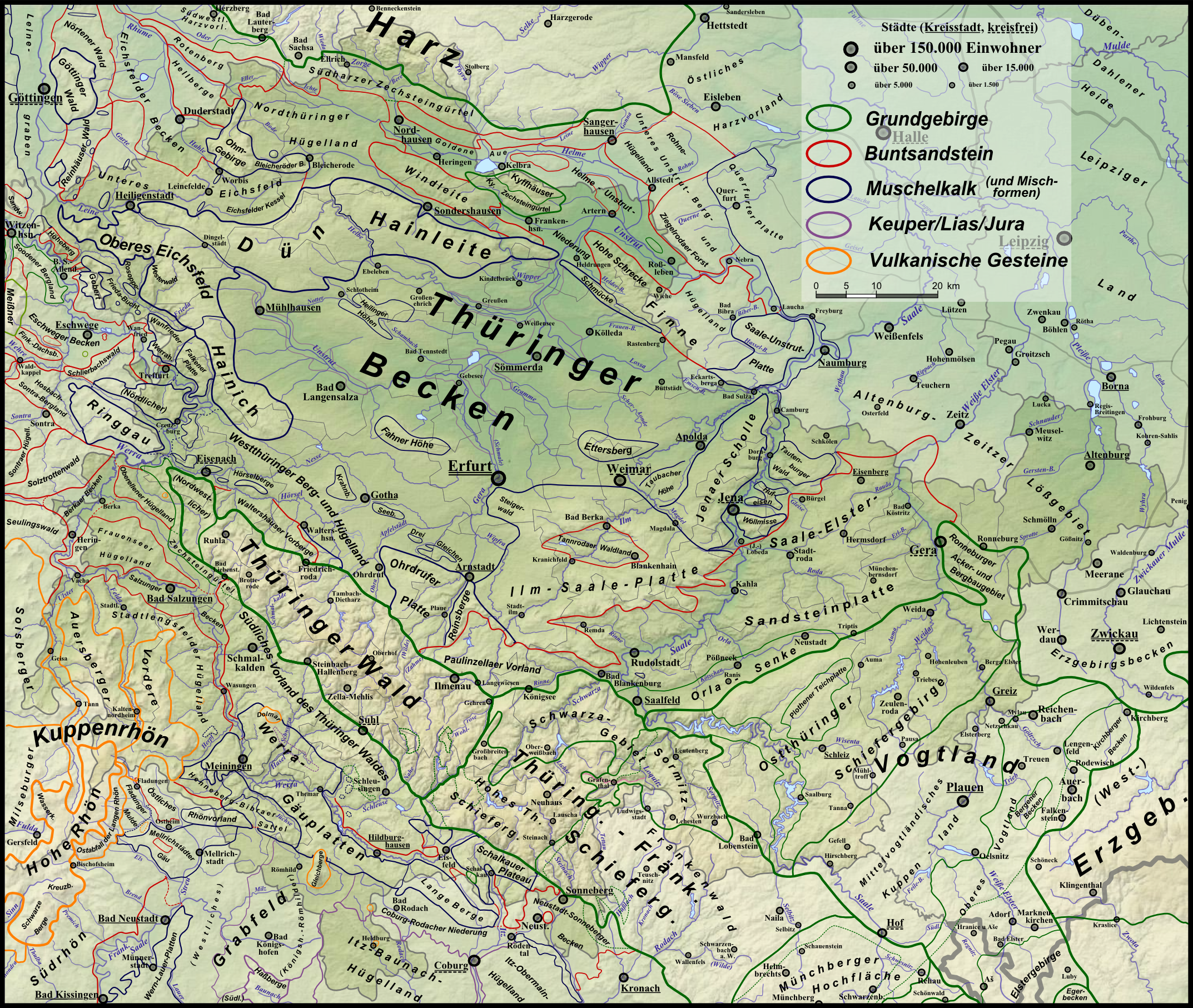
Das Thüringer Schiefergebirge innerhalb der Naturräume Thüringens

Im Unterschied zum Kammgebirge Thüringer Wald sind besonders im Kammbereich langgestreckte, hochflächenartige Bergrücken mit steilen Hängen und tief eingeschnittene Täler typisch. Im Gebiet der steilwandigen Täler von Schwarza und Saale erreichen die Höhenunterschiede zwischen Hochfläche und Talsohle oft 300 m und mehr, was für ein Mittelgebirge recht viel ist.

### Naturräumliche Gliederung
Das Thüringer Schiefergebirge teilt sich geomorphologisch grob in die schroff zertalte Hochfläche des Hauptkammes, seine bewegt reliefierte, kuppigere Nordostabdachung in den Einzugsgebieten von Schwarza und Sormitz sowie den flachwelligen Nordostteil. Hierbei geht der Hauptkamm an der Steinacher Flexur – und damit noch ganz in Thüringen – dem Relief nach praktisch fließend in den geologisch etwas einfacher aufgebauten Frankenwald über, in dem die Grauwacke vorherrscht. Im Hohen Thüringer Schiefergebirge selber fällt der hohe Anteil an Störungen im Nordwestteil, an der Nahtstelle zum Thüringer Wald, auf. Geologisch unauffällig ist dagegen der Übergang vom Nördlichen Hohen Schiefergebirge, d. h. den Hängen nördlich des Rennsteigs, zum Schwarza-Sormitz-Gebiet, der sich eher im Relief bemerkbar macht. Die Hänge des Südlichen Hohen Schiefergebirges dachen unmittelbar zum südlichen Vorland ab.
Im Handbuch der naturräumlichen Gliederung Deutschlands bzw. in nachträglichen Untergliederungen durch das BfN wird der Ostteil, der deutlich die Saale und schließlich sogar die Weiße Elster überschreitet, einer anderen Haupteinheitengruppe zugeordnet als die beiden anderen Teile, die mit dem Thüringer Wald und ihrer südöstlichen Fortsetzung bis zum Fichtelgebirge zusammengefasst werden. Die rein innerthüringische Gliederung Die Naturräume Thüringens der TLUG fasst wiederum alle genannten Landschaften, soweit in Thüringen liegend, zur Übereinheit Thüringer Gebirge zusammen. In den Haupt-Untergliederungen stimmen indes beide Gliederungen in etwa überein.
Die Teile des Thüringer Schiefergebirges werden naturräumlich wie folgt zugeordnet:
- (zu 39 (=D48) Thüringisch-Fränkisches Mittelgebirge)
  - 392 Thüringisch-Fränkisches Schiefergebirge[A 3]
    - 392.0 Frankenwald
    - 392.1 Thüringer Schiefergebirge im engeren Sinne[A 4]
      - 392.10 Südliches (Hohes) Thüringer Schiefergebirge
      - 392.11 Nördliches (Hohes) Thüringer Schiefergebirge

    - Schwarza-Sormitz-Gebiet
- (zu 41 (= D17) Vogtland)
  - 410 Ostthüringisch-Vogtländische Hochflächen (= Ostthüringer Schiefergebirge)
    - Ronneburger Acker- und Bergbaugebiet im äußersten Nordosten des Schiefergebirgsrumpfes
    - Oberes Saaletal zwischen Hirschberg und Saalfeld/Saale
    - Plothener Teichplatte

### Städte

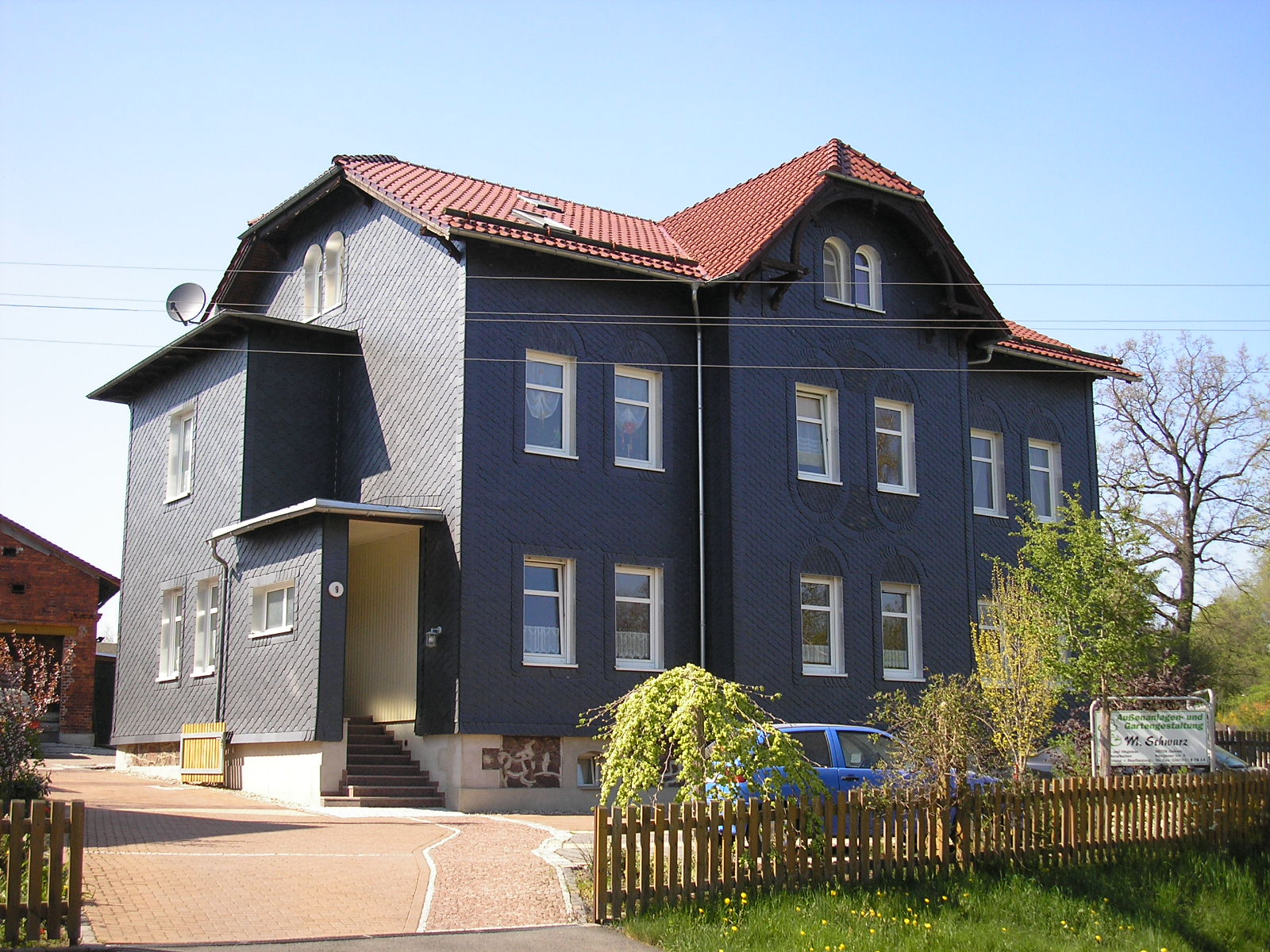
Verschieferte Häuser wie hier in Gehren prägen in zahlreichen Orten im Schiefergebirge das Ortsbild

Größere Städte im Thüringer Schiefergebirge sind Bad Blankenburg und Saalfeld/Saale unmittelbar am Nordrand des Gebirges, Neuhaus am Rennweg in Kammlage, Sonneberg unweit der Südabdachung am Übergang zum Frankenwald und Bad Lobenstein am Übergang zur ostthüringischen Hochfläche bzw. zum Vogtland bei Schleiz und zum Frankenwald bei Blankenstein.

### Verkehr
Die Fernverkehrswege Bundesautobahn 73 im Westen und Bundesautobahn 9 im Osten erschließen das Gebiet. Das Thüringer Schiefergebirge wird von der Bundesstraße 281 Eisfeld – Saalfeld, der Bundesstraße 85 Kronach – Saalfeld und der Bundesstraße 90 Lobenstein – Saalfeld durchquert.
Auf der Bahnstrecke Hochstadt-Marktzeuln–Probstzella überquert die Hauptstrecke München – Nürnberg – Jena – Halle/Leipzig – Berlin das Gebirge. Von den Hauptbahnen aus führen einige Nebenbahnen in das Thüringer Schiefergebirge, im Nordwesten die Schwarzatalbahn Rottenbach–Katzhütte, an die die Oberweißbacher Bergbahn angebunden ist, und im Südwesten die Bahnstrecke Eisfeld–Sonneberg, die wie die daran anschließende Strecke von Sonneberg nach Ernstthal und weiter nach Neuhaus am Rennweg von der Süd-Thüringen-Bahn betrieben wird. Im Osten des Thüringer Schiefergebirges führen die Bahnstrecke Hockeroda–Unterlemnitz und die Bahnstrecke Triptis–Marxgrün in das Gebirge. Die Schnellfahrstrecke Nürnberg–Erfurt führt durch das Thüringer Schiefergebirge und unterquert es unter anderem im Tunnel Bleßberg, allerdings ohne Halt in der Region.

### Klima und Natur

Mittelwerte der Niederschlagsmengen 1961–1990 für Steinheid

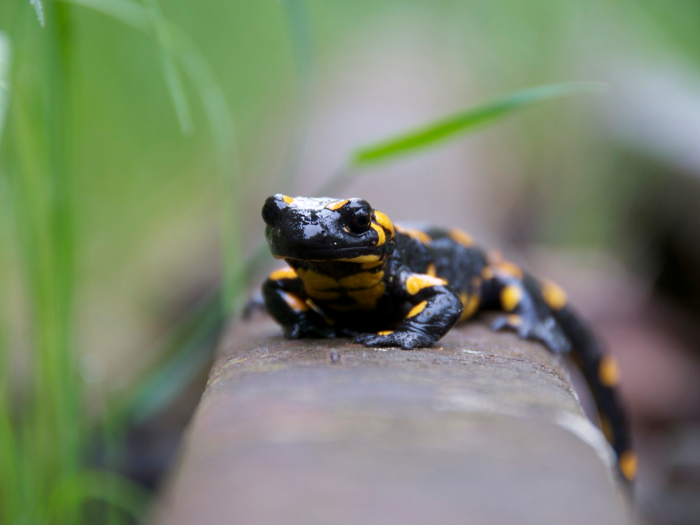
Feuersalamanderweibchen auf einem Bahngleis bei Lippelsdorf

Aufgrund der Querriegelwirkung des Thüringer Schiefergebirges zur europäischen Hauptwetterrichtung ist das Klima in den Höhenlagen sehr rau. Typisch sind hier im Durchschnitt relativ kalte, feuchte Sommer und lange und schneereiche Winter, in denen Tiefsttemperaturen erreicht werden können, die in einem mitteleuropäischen Mittelgebirge in dieser Höhe über NN nicht unbedingt zu erwarten sind. Dadurch ist insbesondere in den Kammlagen am Rennsteig eine für Mitteldeutschland überdurchschnittliche Schneesicherheit gegeben, die über einen relativ langen Jahreszeitraum Wintersport und naturnahen Wintersporttourismus ermöglicht. Dementsprechend werden auf den Wanderwegen rund um den Rennsteig im Winter Loipen gespurt. Oberhalb von Steinach befindet sich mit der Skiarena Silbersattel das größte alpine Skigebiet Thüringens. Das Reizklima bringt einen hohen Erholungswert und einen nachgewiesenen therapeutischen Nutzen bei Atemwegserkrankungen oder Hautekzemen mit sich. Viele Orte sind staatlich anerkannte Erholungsorte, Masserberg ist Heilklimatischer Kurort. Daneben gibt es Heilstollen in den Schaubergwerken Feengrotten und Morassina (s. u.).
Neuhaus am Rennweg hält auch den deutschen Rekord der längsten durchgängigen Nebelperiode; diese dauerte 242 Stunden oder 10 Tage vom 7. bis zum 17. Mai 1996. Durch Stau der hohen Niederschlagsmengen sind stellenweise Hochmoore entstanden. Davon abgesehen dominieren großflächig zusammenhängende Fichtenbergwälder die Vegetation, die forstwirtschaftlich genutzt werden, als naturferne Monokultur aber krankheits- und windbruchanfällig sind. Nur an wenigen Steilhängen finden sich noch Buchenhaine, Laub- und Mischwälder, seltener Lärche, Preiselbeere, Heidelbeere und Waldsauerklee. An Waldwegen und Lichtungen ist der Rote Fingerhut verbreitet. Auf den Bergwiesen aus Borstgrasrasen und Wiesen-Goldhafer gibt es vereinzelte Vorkommen der Besenheide und seltener auch der Arnika. Brachliegende Ackerterrassen sind mit Sauerampfer durchsetzt. Die ausgedehnten Wälder bieten Rückzugsmöglichkeiten für große Populationen von jagdbarem Großwild, wie Rothirsch, Reh und Wildschwein, für Rotfuchs, Dachs, Eichelhäher und Waldkauz. In geeigneten Habitaten lebt die Rote Waldameise, gefasste Waldquellen nutzt der Feuersalamander als Versteck, Teiche werden von Bergmolch und Kammmolch bewohnt. Das feuchte Klima bietet gute Bedingungen für reiche Vorkommen verschiedener Pilze, wie Maronenröhrling, Fichtensteinpilz, Gemeines Stockschwämmchen, Goldgelbe Koralle, Krause Glucke u. a. und Moose, auch Isländisches Moos findet sich hier.
Im Gegensatz dazu ist das Klima in den geschützten Tallagen deutlich milder. Sie sind Lebensraum seltener Pflanzen und Tiere, wie Lungen-Enzian, Auerhuhn, Eisvogel und Wasseramsel. In den Gewässern sind oft Bachforelle und Schleie zu finden. Für die Feuchtwiesen sind Ackerschachtelhalm und Trollblume typisch. In der vorwiegend landwirtschaftlich genutzten offenen Landschaft der welligen Hochflächen des ostthüringer Schiefergebirges, den flachen Talmulden und den großflächigen Rodungsinseln, kommt der Feldhase vor. Fledermäuse, wie das Große Mausohr, nutzen verlassene Stollen als Überwinterungsquartier, die Kleine Hufeisennase bewohnt alte Dorfkirchen. Charakteristisch für diesen Naturraum sind schöne alte Alleen.

## Geologie

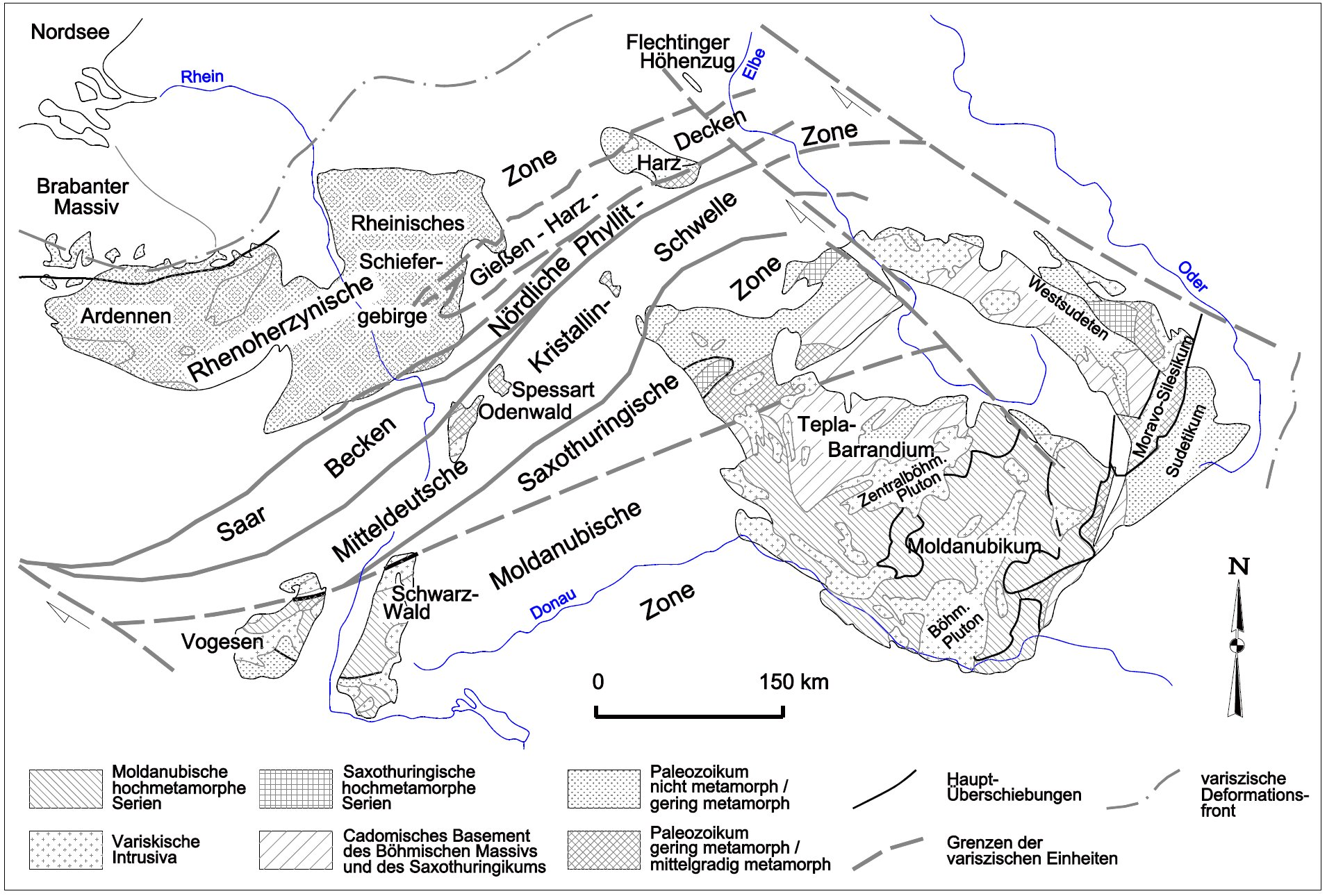
Gliederung der mitteleuropäischen Varisziden. Das Thüringer Schiefergebirge (im weiteren Sinne) bildet den Nordteil des westlichen Zipfels des Ausbisses der Saxothuringischen Zone.

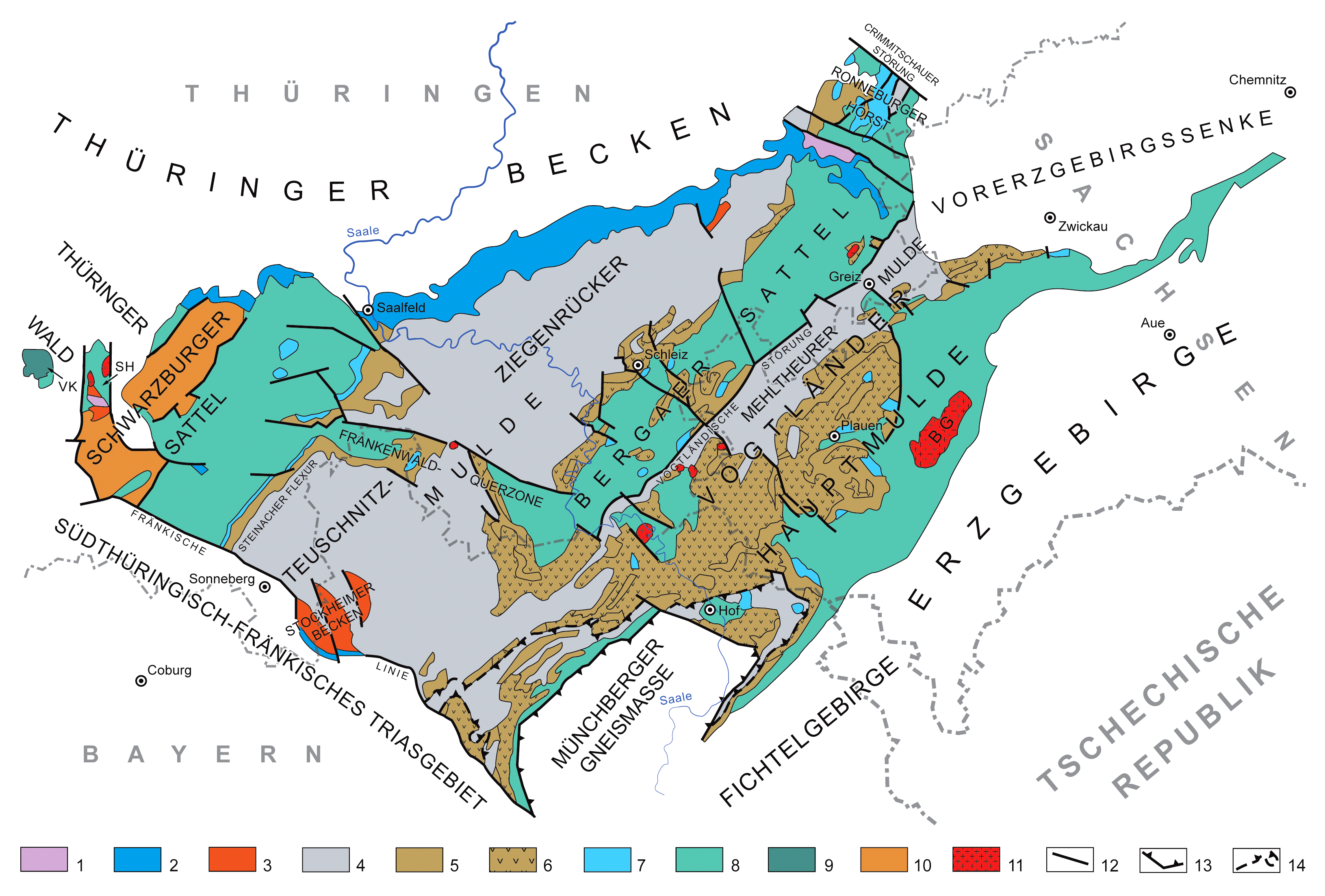
Geologische Übersichtskarte des Thüringisch-Fränkisch-Vogtländischen Schiefergebirges

Das Thüringer Schiefergebirge entspricht geologisch dem westlichen und nördlichen Teil des Thüringisch-Fränkisch-Vogtländischen Schiefergebirges und ist somit Teil der Saxothuringischen Zone der mitteleuropäischen Varisziden. Es erstreckt sich vom Schwarzburger Sattel im Westen über die Ziegenrücker Teilmulde bis zum Bergaer Sattel im Osten. Der Hauptkamm (das Thüringer Schiefergebirge im engeren Sinne) ist hierbei auf die südwestliche Hälfte des Schwarzburger Sattels beschränkt.
Während das Thüringer Schiefergebirge nach fast allen Seiten allmählich in die benachbarten Regionen übergeht, wird es am Südwestrand scharf durch die Fränkische Linie vom triassischen Vorland abgeschnitten. Die Grenze zwischen Hauptkamm und Frankenwald bildet die Steinacher Flexur. In dieser Flexur tauchen die devonischen Schichten der Südostflanke des Schwarzburger Sattels unter das Unterkarbon der Teuschnitzer Teilmulde.
Wie der Name vermuten lässt, besteht das Thüringer Schiefergebirge größtenteils aus Schiefergesteinen. Diese gingen mehrheitlich aus paläozoischen Meeressedimenten hervor. In erster Linie handelt es sich um Tonschiefer, die z. T. als Schwarz- oder Alaunschiefer vorliegen, sowie Kieselschiefer. Daneben treten Grauwacken und Sandsteine und in geringerem Umfang Kalksteine und einige Vulkangesteine (u. a. Diabase und Spilite, sowie diverse vulkanische Brekzien und Tuffite) auf. Die ältesten Gesteine sind die der Katzhütter Schichten im Kern des Schwarzburger Sattels im Westen des Thüringer Schiefergebirges. Diese Gesteine sind nicht nur während der variszischen Gebirgsbildung vor ca. 300 Millionen Jahren, sondern auch schon einmal während der cadomischen Gebirgsbildung vor über 500 Millionen Jahren gefaltet worden.
Verkarstungsfähigen Kalkstein, und damit Höhlenbildung, gibt es immer nur in einzelnen, kleinräumigen Gebieten. Dadurch gibt es faktisch keine nennenswerten Höhlen. Die Bleßberghöhle ist zwar nach einer Erhebung am Südrand des Hauptkammes des Schiefergebirges benannt, die Höhle selbst befindet sich jedoch jenseits der Fränkischen Linie im unteren Muschelkalk (untere Trias) und liegt geologisch somit außerhalb des Schiefergebirges.

## Geotope
- Schieferbergbaumuseum und Schiefer-Besucherbergwerk in Lehesten (Nationaler Geotop)
- der Bohlen bei Saalfeld (Nationaler Geotop)

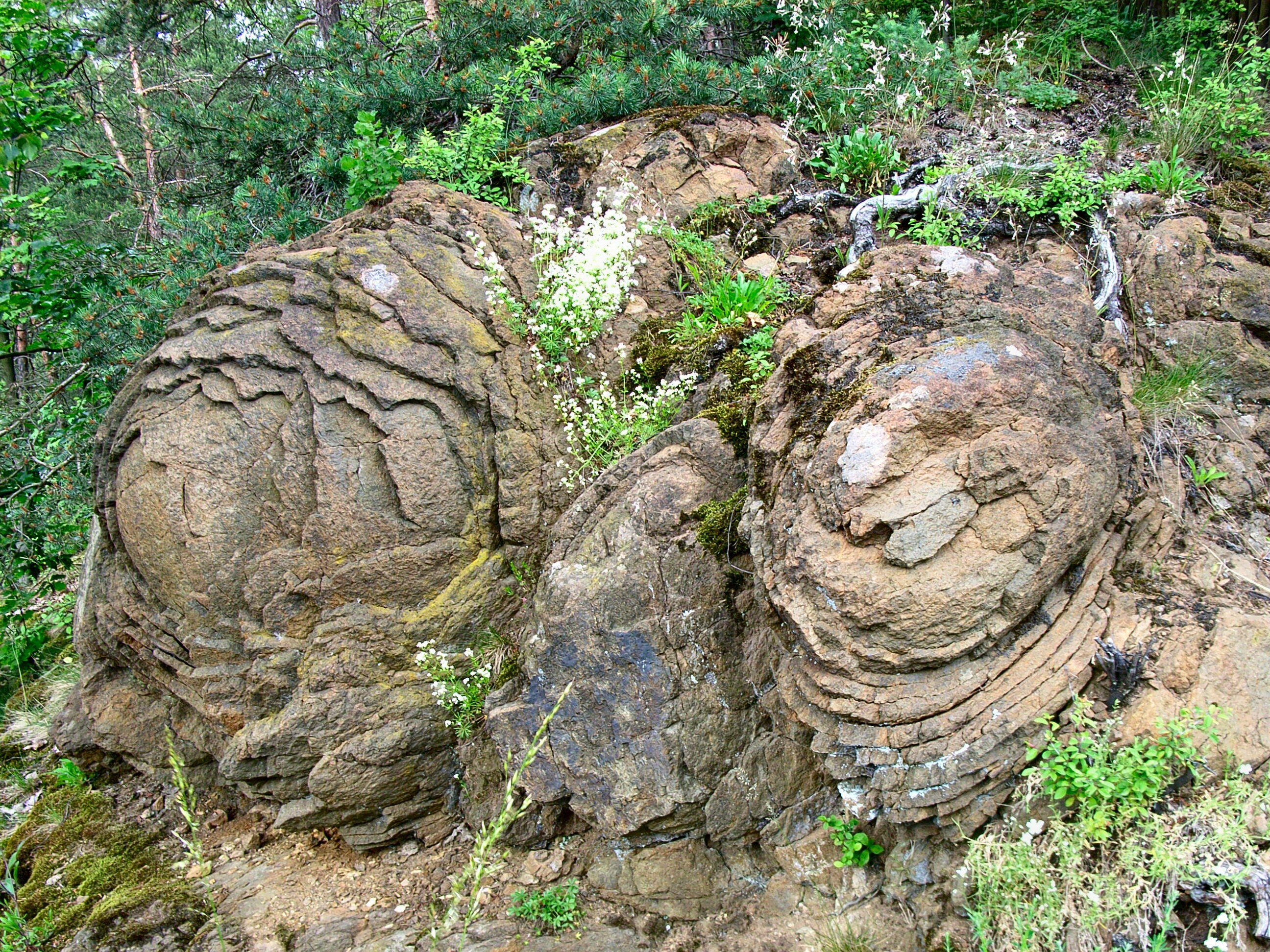
Die „Steinerne Rose“, Diabasformation bei Saalburg

- Bleßberghöhle, im März 2008 beim Bau der ICE-Strecke entdeckte Tropfsteinhöhle unter dem Bleßberg. Ob sie als Schauhöhle der Öffentlichkeit zugänglich gemacht werden kann, ist umstritten.
- Geologischer Lehrpfad „Katzhütter Schichten“ mit dem Geotop „Bärentiegel“ bei Katzhütte
- Feengrotten im ehemaligen Alaunschieferbergwerk „Jeremias Glück“ in Saalfeld/Saale
- Schaubergwerk Morassina im ehemaligen Vitriol-Bergwerk in Schmiedefeld
- Geotop am Sorbitztal und Naturlehrpfad Heinrich Cotta bei Sitzendorf
- Deutsches Schiefermuseum und Schieferbruch in Steinach
- Goldmuseum Theuern in der Ortschaft Theuern bei Grümpen
- Schieferlehrpfad Unterloquitz-Probstzella

## Gewässer und Wasserkraft

Die Talsperre Leibis-Lichte

Die bedeutendsten Fließgewässer im Thüringer Schiefergebirge sind die Saale und ihre Nebenflüsse Schwarza, Loquitz und Sormitz. Aber auch die Werra zum einen und zum anderen die Itz und die Steinach entspringen hier. Dadurch haben die Gewässer im Thüringer Schiefergebirge Anteil an den drei großen Flusssystemen Saale-Elbe, Werra-Weser und Main-Rhein. Der Dreistromstein bei Siegmundsburg symbolisiert das.
Im Saaletal befinden sich zwei der größten Talsperren Deutschlands, die den Hohenwarte- und den Bleiloch-Stausee anstauen. Im Schwarzatal befindet sich unterhalb der Talsperre Scheibe-Alsbach das Pumpspeicherwerk Goldisthal, das größte Pumpspeicherkraftwerk Europas, das 2003 eröffnet wurde.
Im Lichtetal, zwischen Lichte und Unterweißbach, liegen die Vorsperre Deesbach und die Talsperre Leibis-Lichte, die mit 102,5 m Höhe über die zweithöchste Staumauer Deutschlands verfügt. Beide Anlagen wurden im Zeitraum 1981 bis 2002 errichtet und dienen dem Hochwasserschutz und der Trinkwasserversorgung Ostthüringens.

## Tourismus
Tourismus findet im kleinen Maßstab bereits seit der Erschließung des Gebirges durch zahlreiche Eisenbahnlinien seit etwa 1880 statt. Die wichtigsten Kur- und Urlaubsorte in der Region sind:
| Gemeinde           | Übernachtungen 2013 | Übernachtungen 2001 | Veränderung |
| ------------------ | ------------------- | ------------------- | ----------- |
| Masserberg         | 212.361             | 351.208             | −39,5 %     |
| Saalfeld           | 104.814             | 128.485             | −18,4 %     |
| Bad Lobenstein     | 80.953              | 88.222              | −8,2 %      |
| Bad Blankenburg    | 68.287              | 108.435             | −37,0 %     |
| Neuhaus am Rennweg | 60.183              | 1                   |             |
| Wurzbach           | 43.982              | 91.550              | −52,0 %     |
| Sonneberg          | 38.199              | 36.262              | +5,3 %      |
| Saalfelder Höhe    | 32.413              | 58.565              | −44,7 %     |
| Frankenblick       | 14.711              | 17.050              | −13,7 %     |

## Berge (Auswahl)

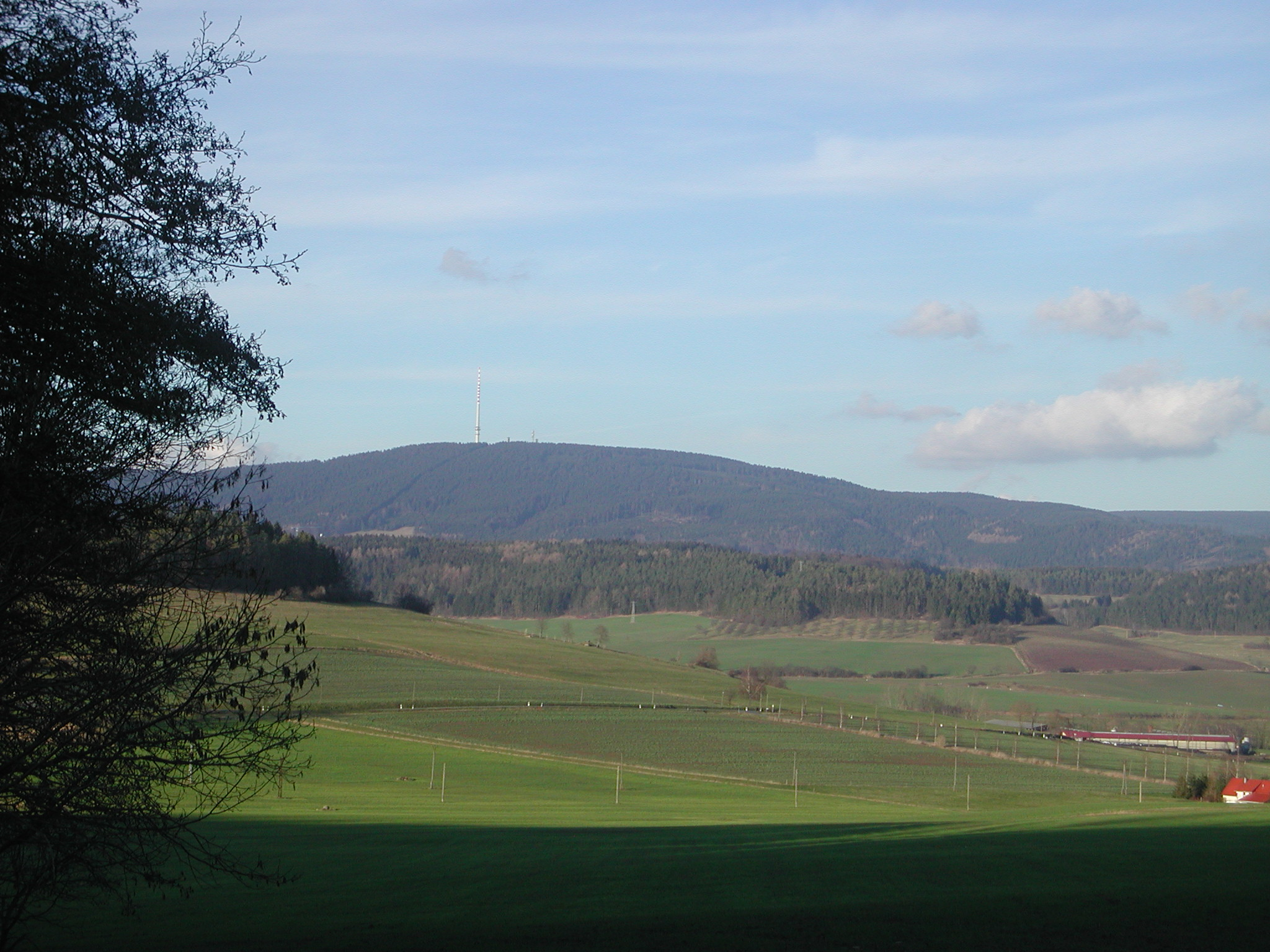
Bleßberg von Schalkau aus gesehen

Das Bleßbergplateau

Zu den Bergen des Thüringer Schiefergebirges gehören – mit Höhe in Meter über Normalhöhennull (NHN):
1. Großer Farmdenkopf (868,7 m), Landkreis Sonneberg
2. Kieferle (867,2 m), Landkreis Sonneberg
3. Bleßberg (866,9 m), Landkreis Sonneberg/Landkreis Hildburghausen
4. Dürre Fichte (860,7 m), Landkreis Sonneberg
5. Eisenberg (852,5 m), Landkreis Sonneberg
6. Breitenberg (844,1 m), Landkreis Sonneberg
7. Fellberg (842,1 m), Landkreis Sonneberg
8. Eselsberg (841,5 m), Landkreis Hildburghausen, Thüringer Wald/Thüringer Schiefergebirge
9. Pappenheimer Berg (834,5 m), Landkreis Sonneberg
10. Hoher Schuß (824,6 m), Landkreis Saalfeld-Rudolstadt
11. Langer Berg (808,6 m), Ilm-Kreis
12. Hettstädt (808,1 m), Landkreis Saalfeld-Rudolstadt
13. Rauhhügel (802 m), Landkreis Saalfeld-Rudolstadt
14. Roter Berg (799,2 m), Landkreis Sonneberg
15. Spitzer Berg (790,3 m), Landkreis Saalfeld-Rudolstadt
16. Grendel (787,2 m), Landkreis Hildburghausen
17. Meuselbacher Kuppe (786,1 m), Landkreis Saalfeld-Rudolstadt
18. Kirchberg (Oberweißbach) (784,2 m), Landkreis Saalfeld-Rudolstadt
19. Simmersberg (780,8 m), Landkreis Hildburghausen, Thüringer Wald/Thüringer Schiefergebirge
20. Himmelsleiter (774,3 m), Landkreis Saalfeld-Rudolstadt
21. Töpfersbühl (762,6 m), Landkreis Saalfeld-Rudolstadt
22. Kirchberg (Reichmannsdorf) (725,3 m), Landkreis Saalfeld-Rudolstadt
23. Quittelsberg (708,8 m), Landkreis Saalfeld-Rudolstadt
24. Hoher Wald (693,6 m), Ilm-Kreis
25. Ratzenberg (678 m), Landkreis Kronach, Frankenwald/Thüringer Schiefergebirge
26. Auf der Heide (668 m), Landkreis Saalfeld-Rudolstadt
27. Barigauer Höhe (664,6 m), Landkreis Saalfeld-Rudolstadt
28. Zipptanskuppe (656,8 m), Landkreis Saalfeld-Rudolstadt
29. Erbisbühl (638 m), Stadt Sonneberg
30. Talberg (600,8 m), Landkreis Saalfeld-Rudolstadt
31. Ziegenberg (496,6 m), Landkreis Saalfeld-Rudolstadt

→ Zu diesen und weiteren Bergen siehe Absatz Thüringisch-Fränkisches Schiefergebirge des Artikels Liste der Berge in Thüringen.

## Impressionen

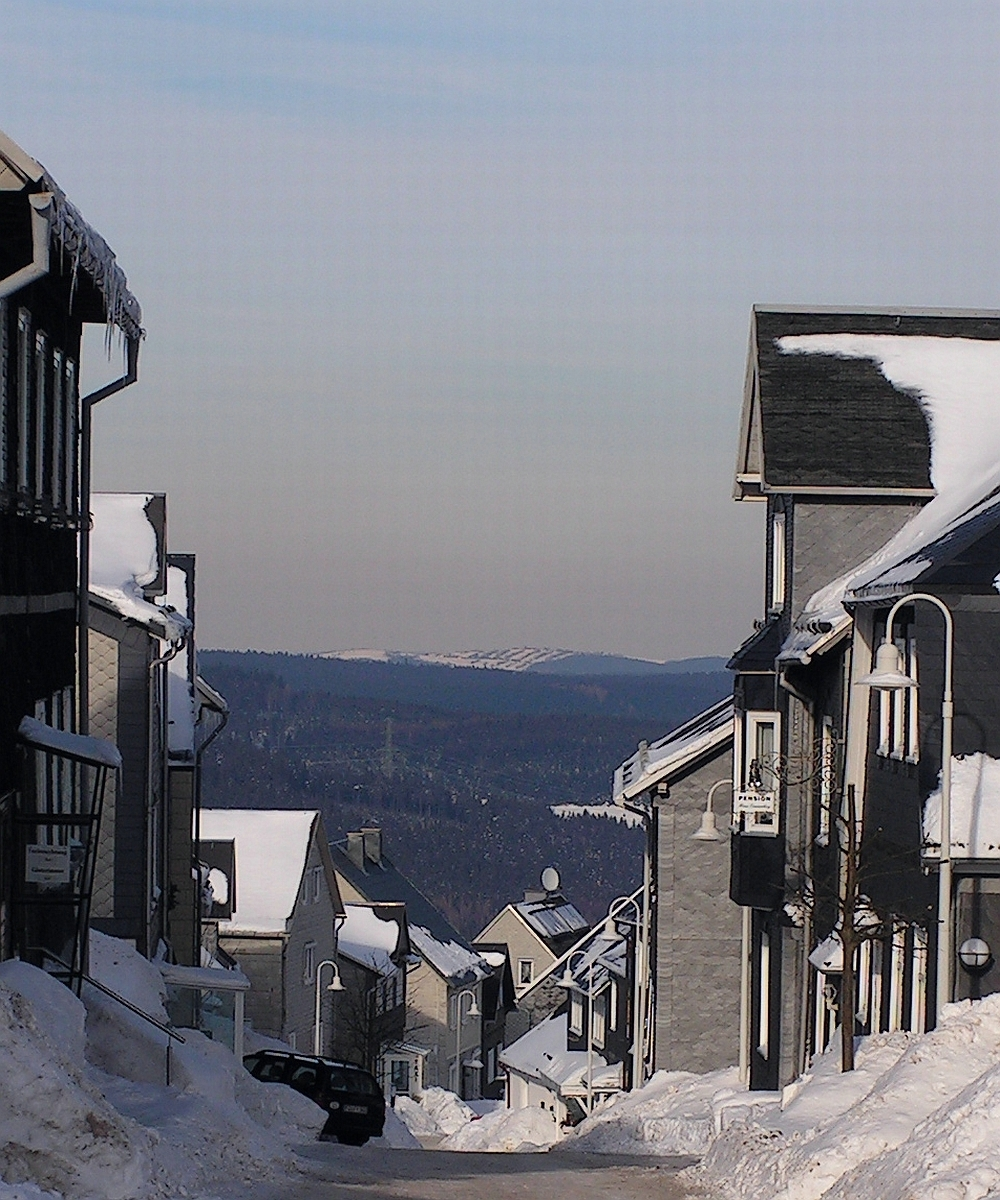
Blick von Masserberg auf die Barigauer Höhe
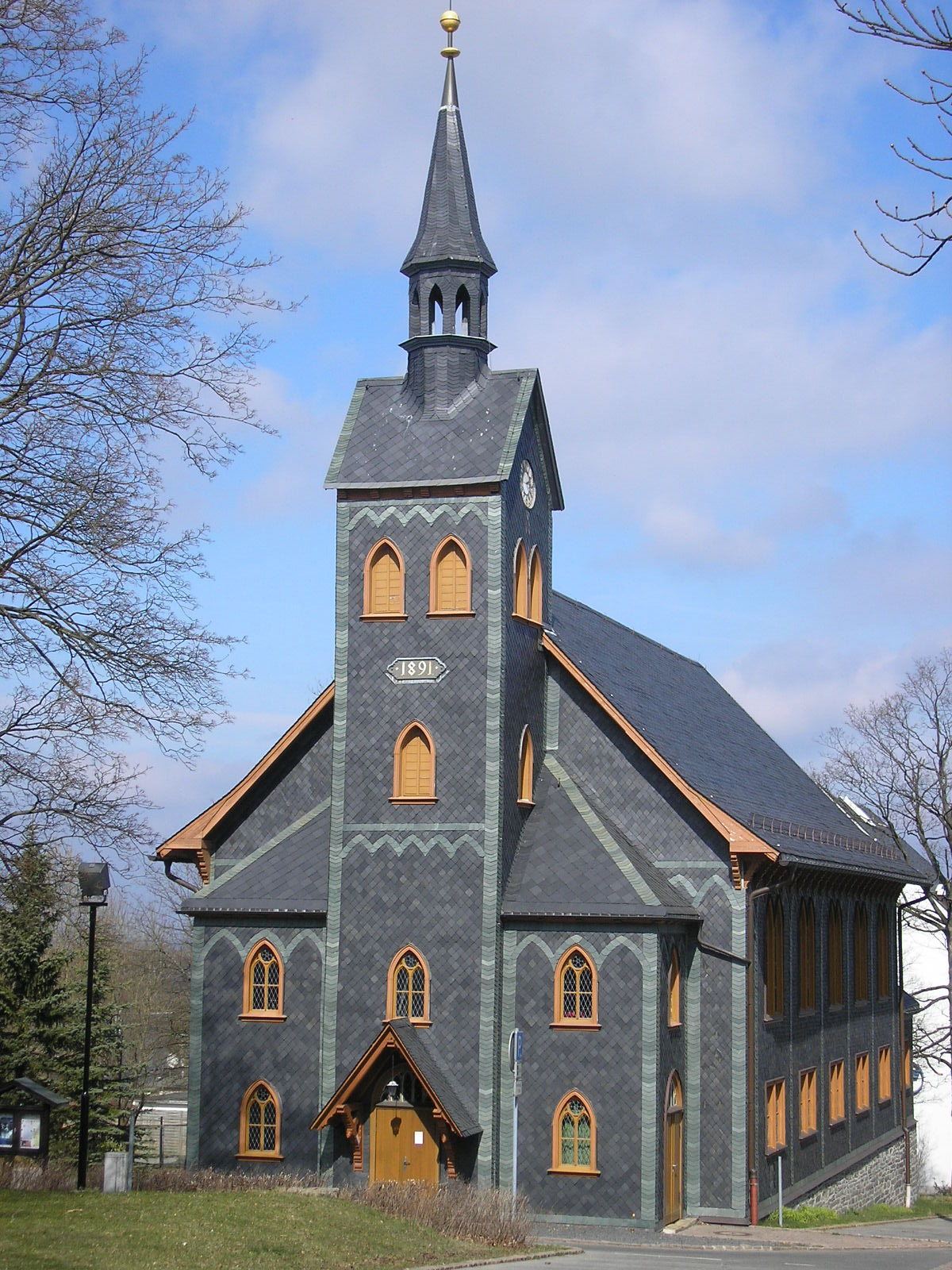
Holzkirche Neuhaus am Rennweg
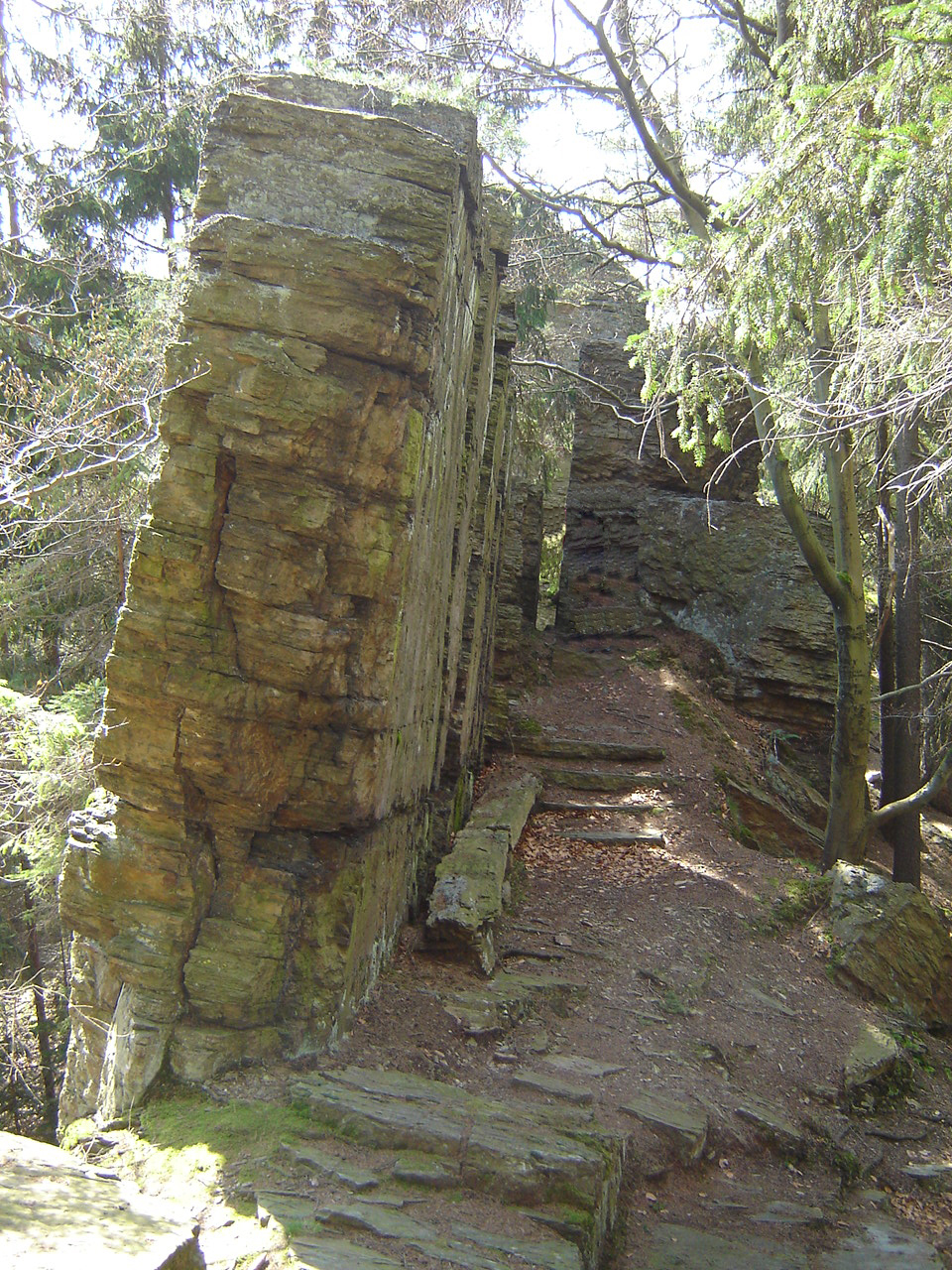
Die Meurasteine bei Meura
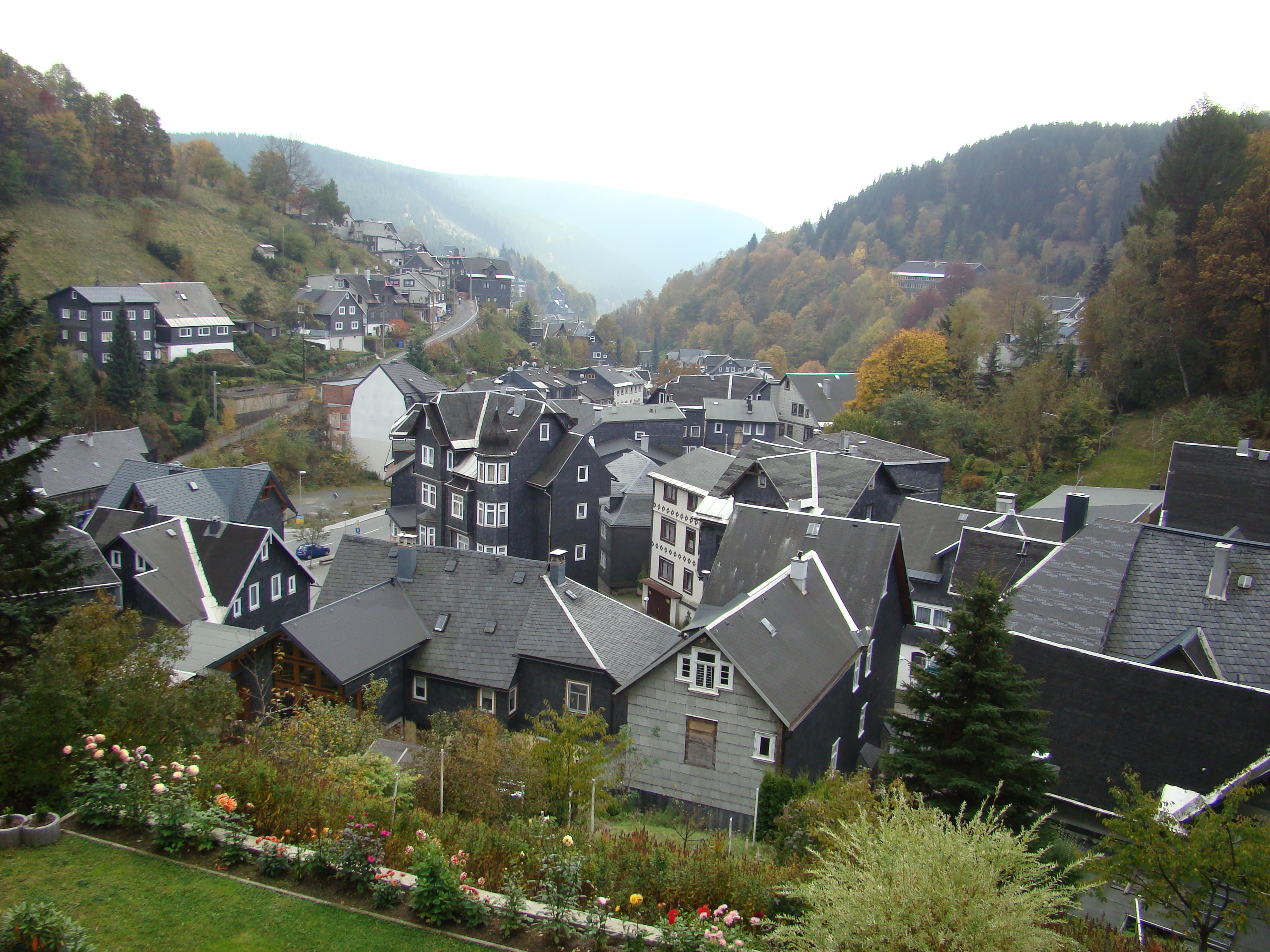
Lauscha mit seinen schieferbeschlagenen und schiefergedeckten Häusern
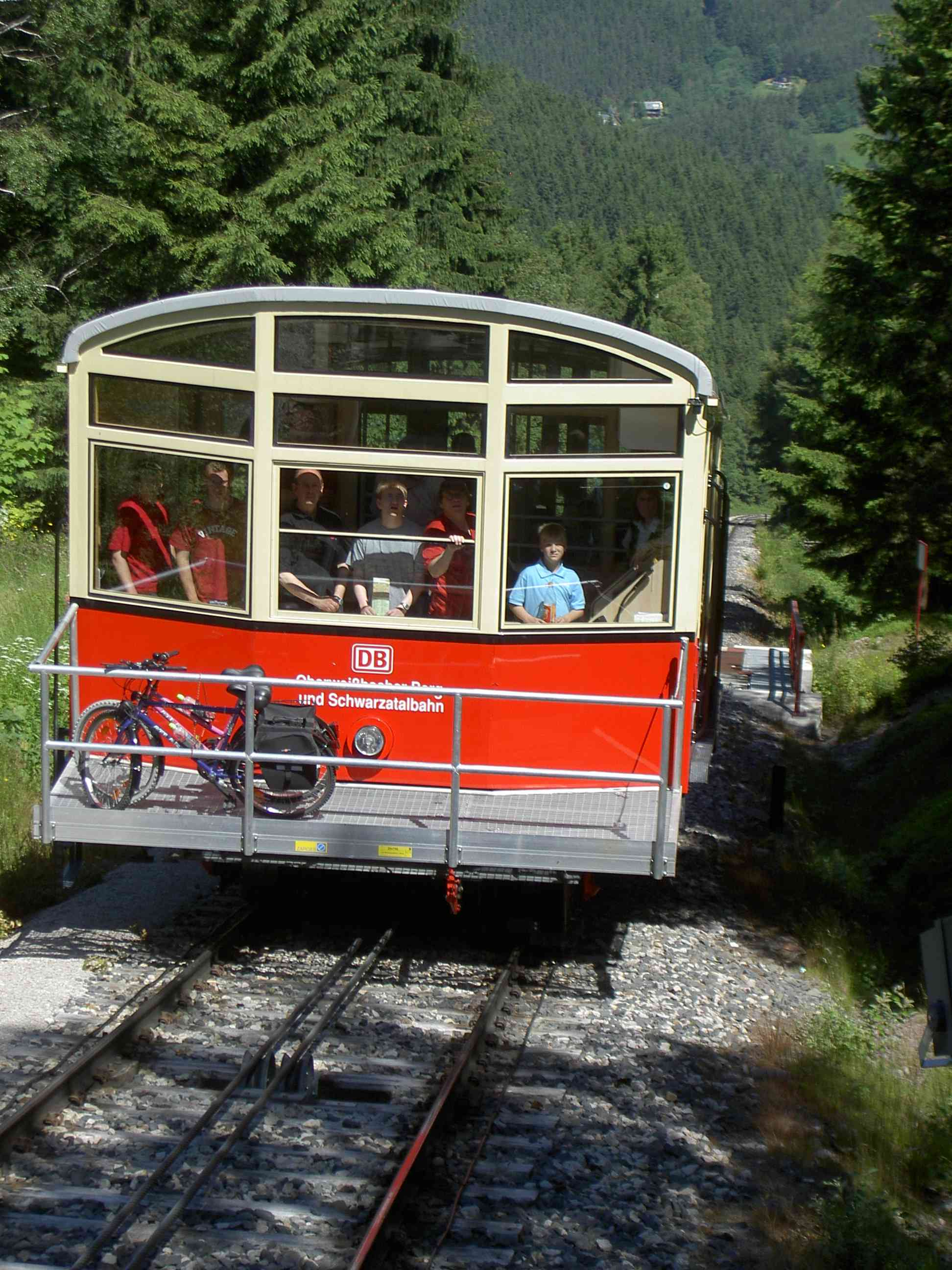
Oberweißbacher Bergbahn
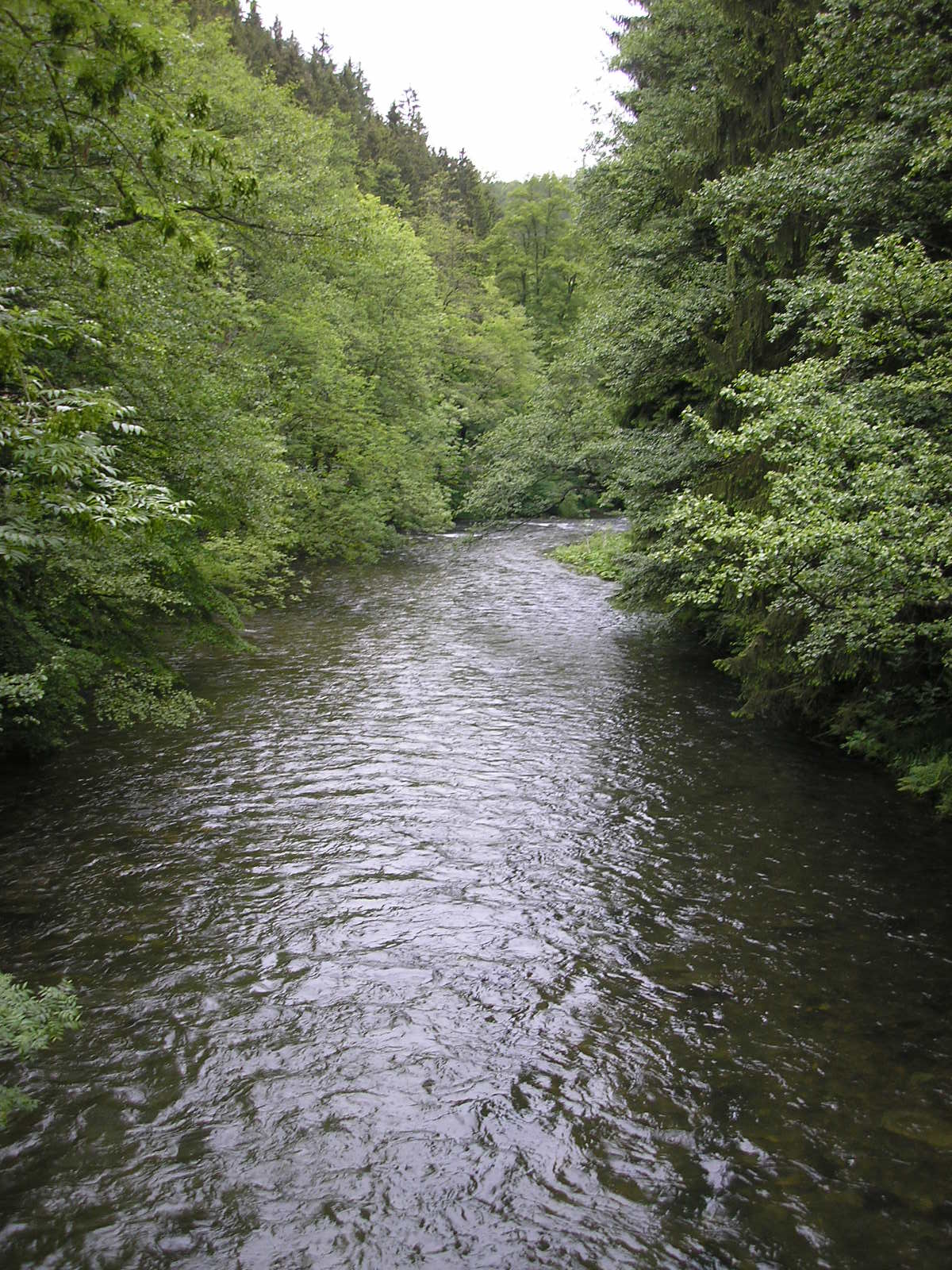
Schwarzatal
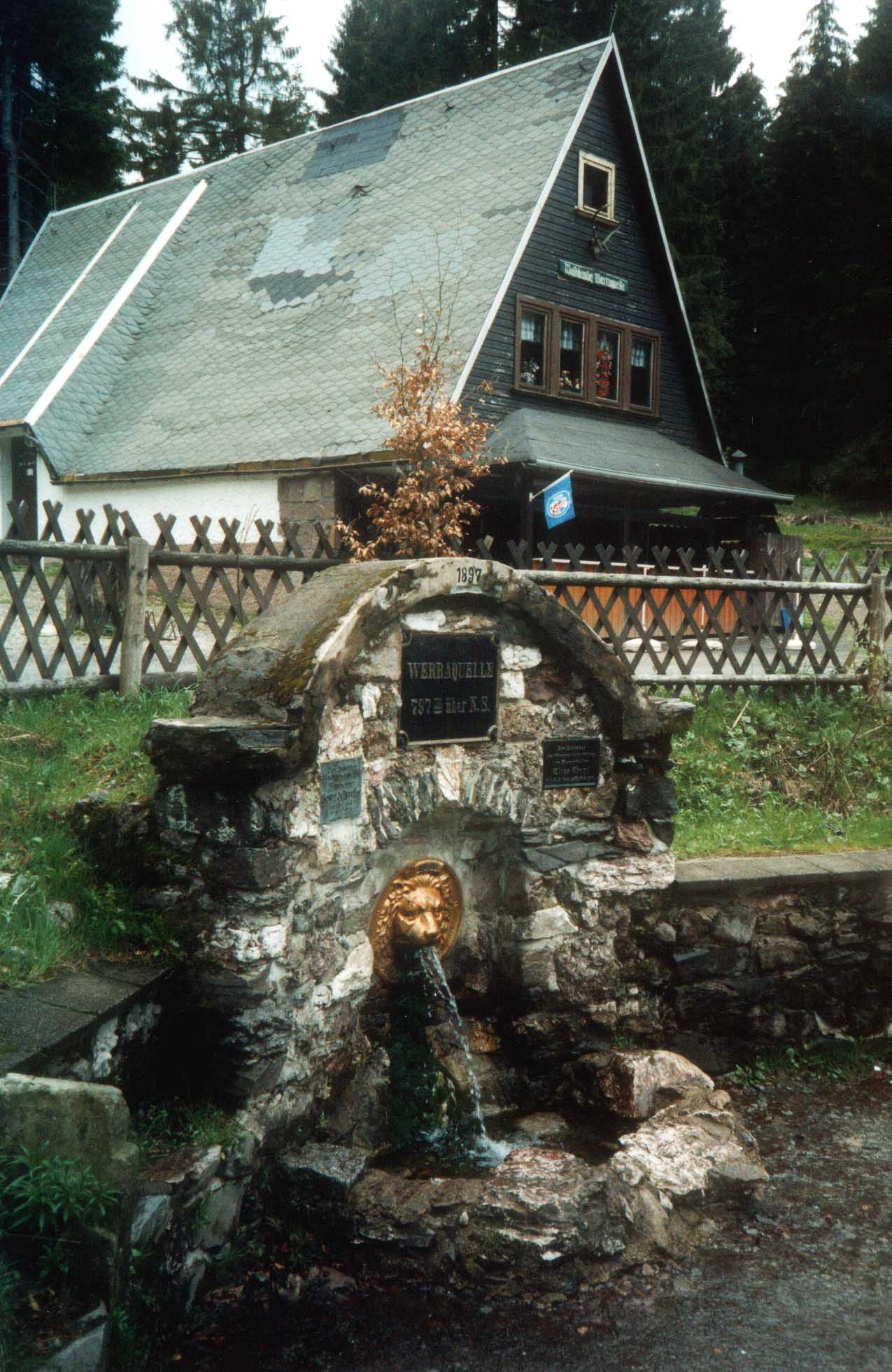
Werraquelle bei Fehrenbach
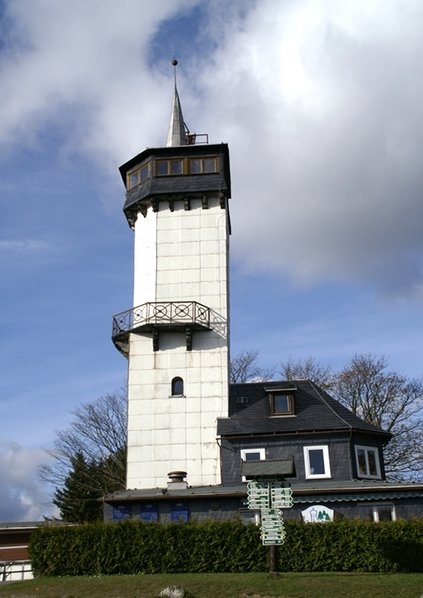
Fröbelturm, Oberweißbacher Kirchberg

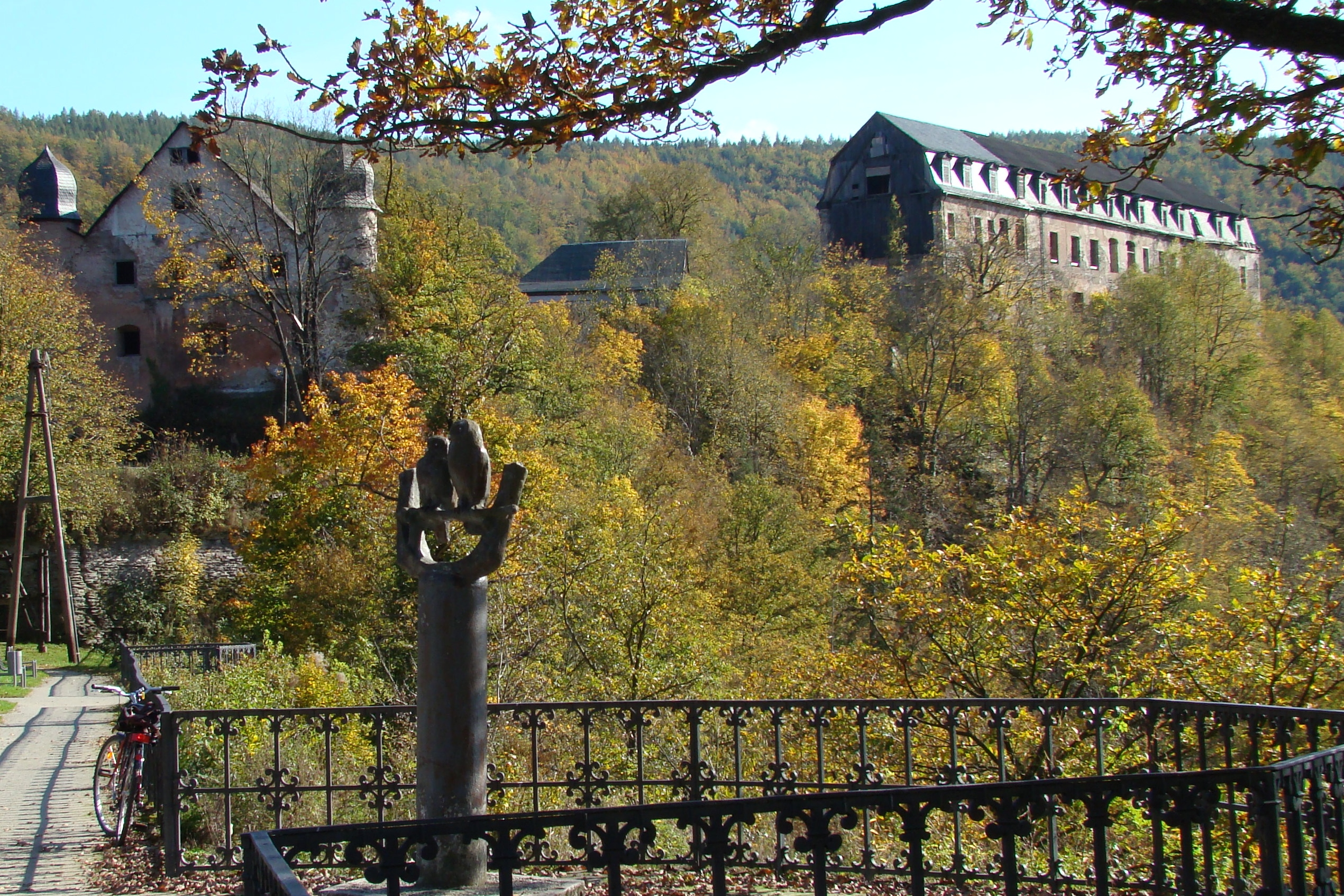
Schloss Schwarzburg
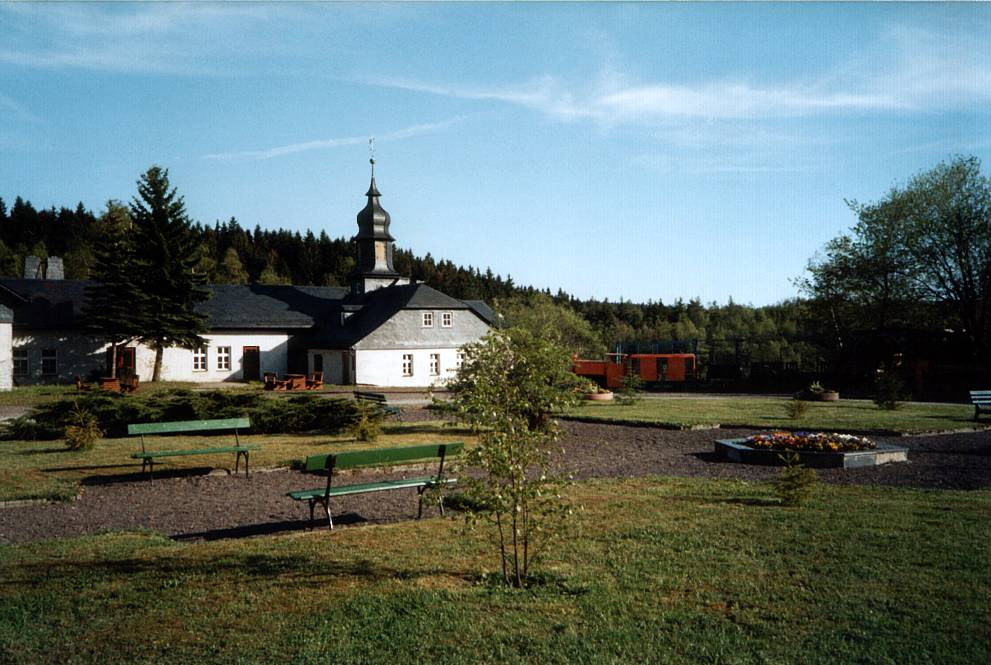
Schieferbergbaumuseum Lehesten
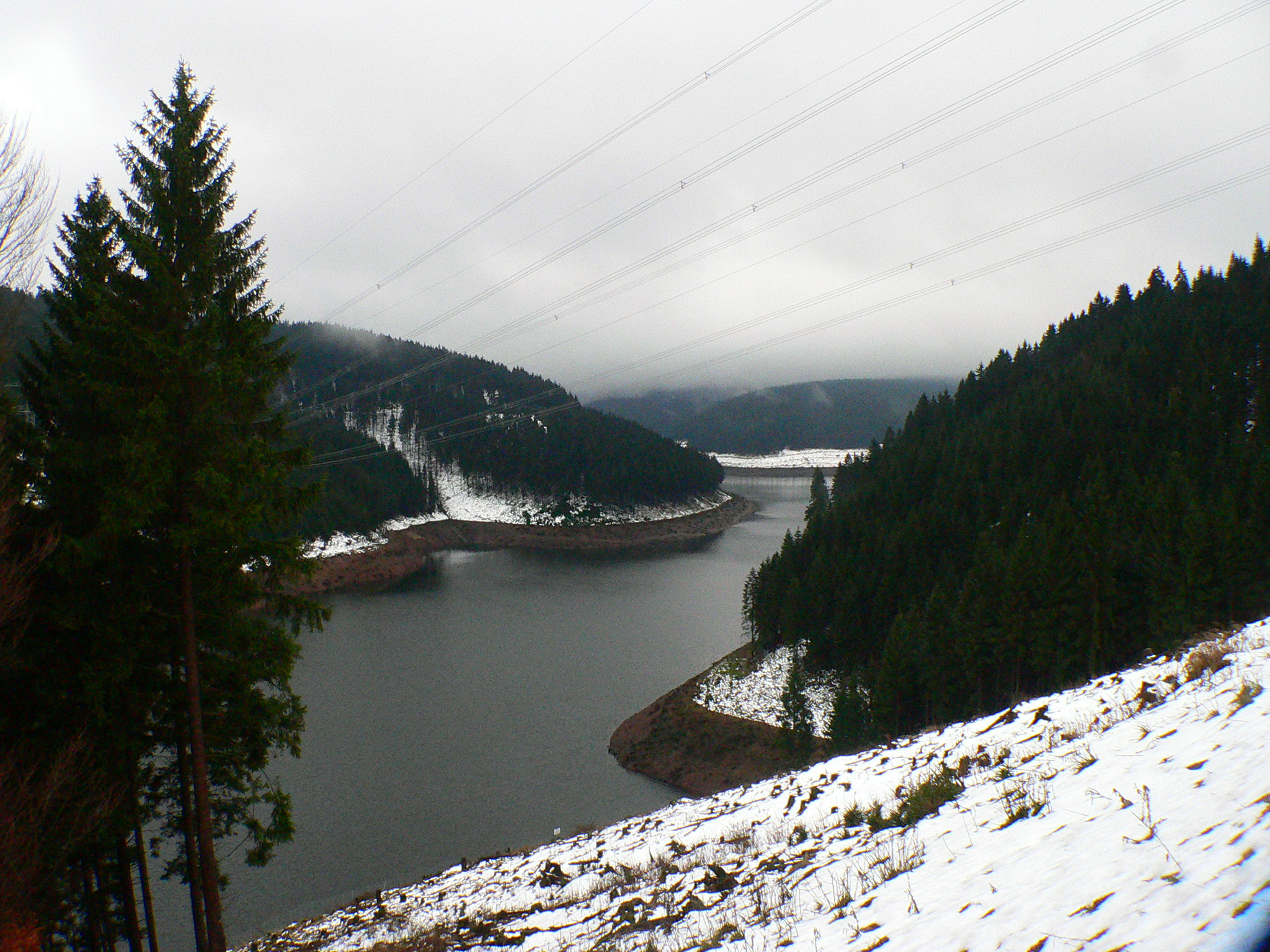
Pumpspeicherwerk Goldisthal
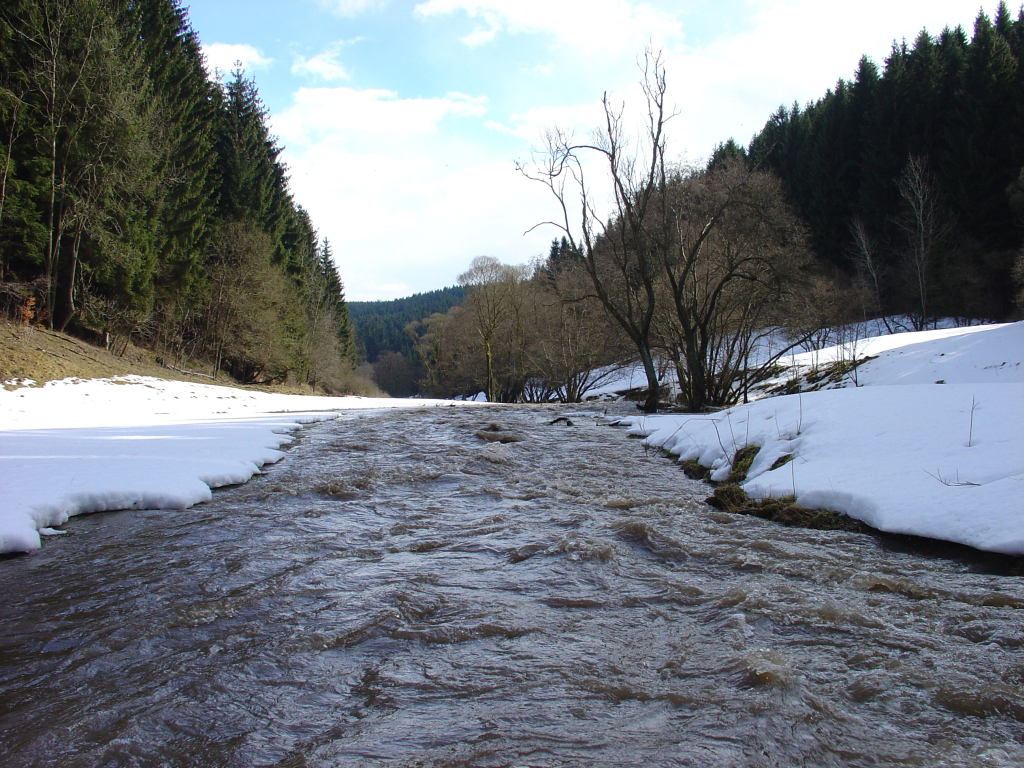
Tal des Breitenbachs bei Böhlen
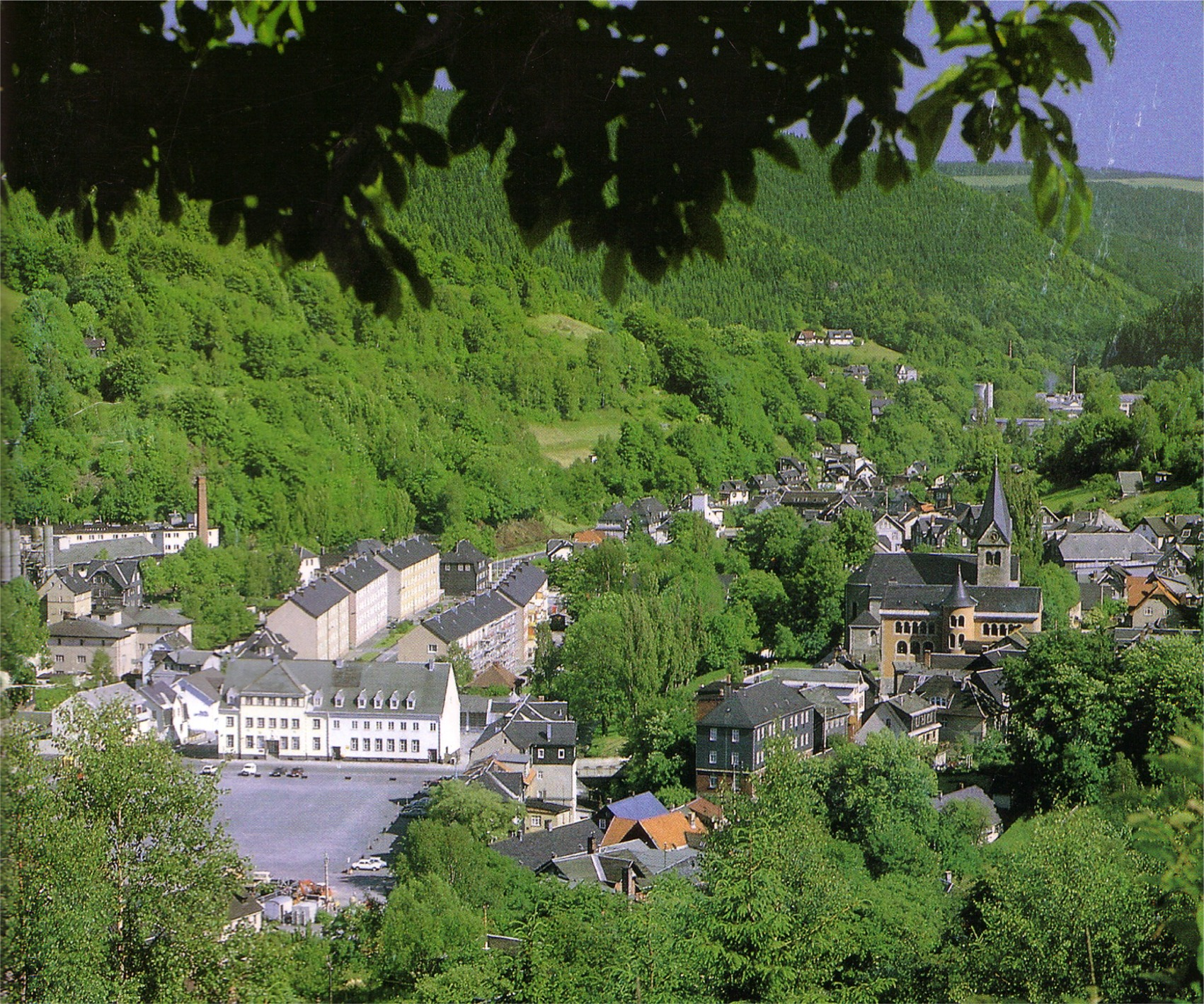
Blick vom Fellberg auf Steinach und den Großen Mittelberg
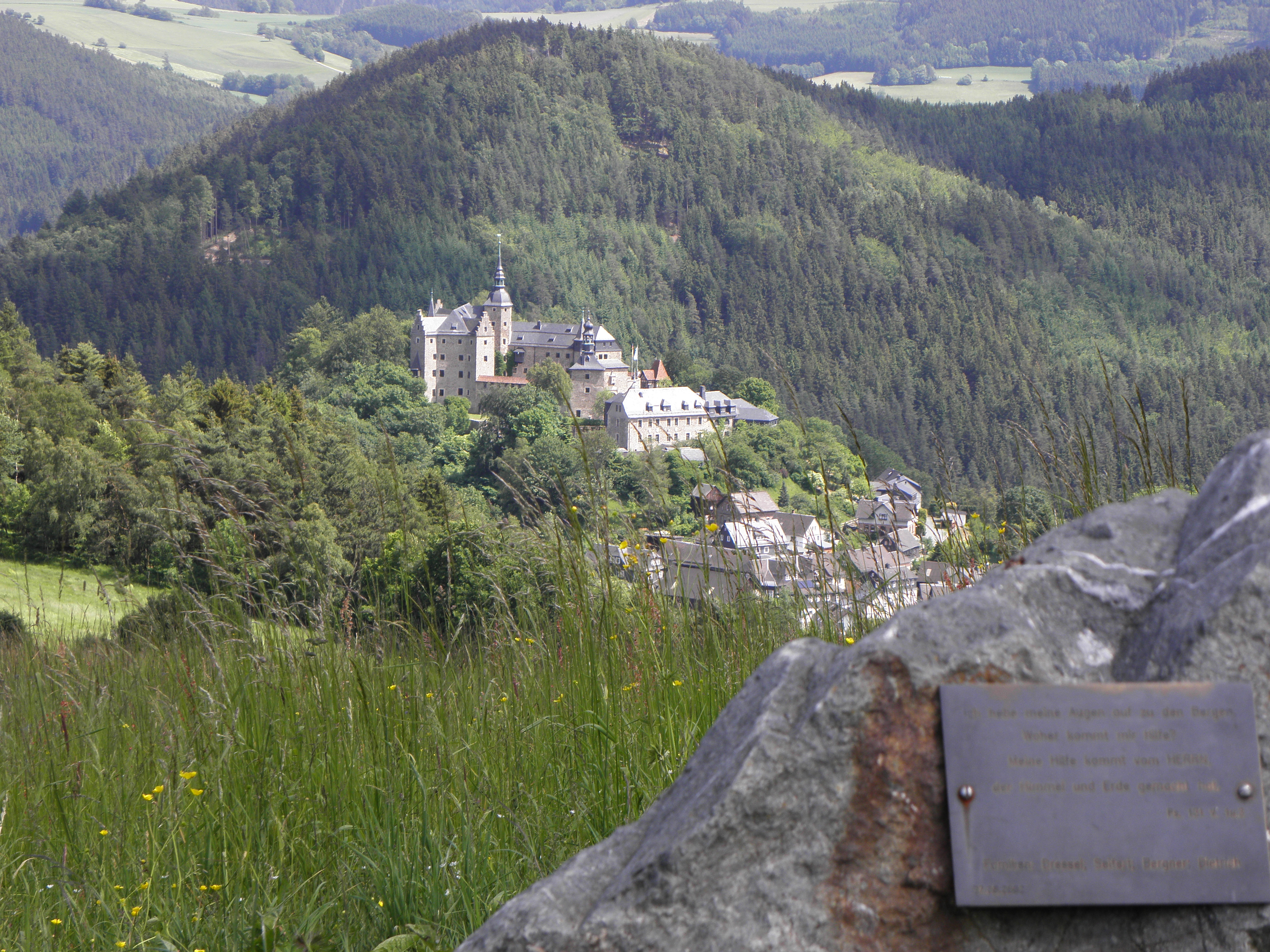
Burg Lauenstein und der Dresselstein
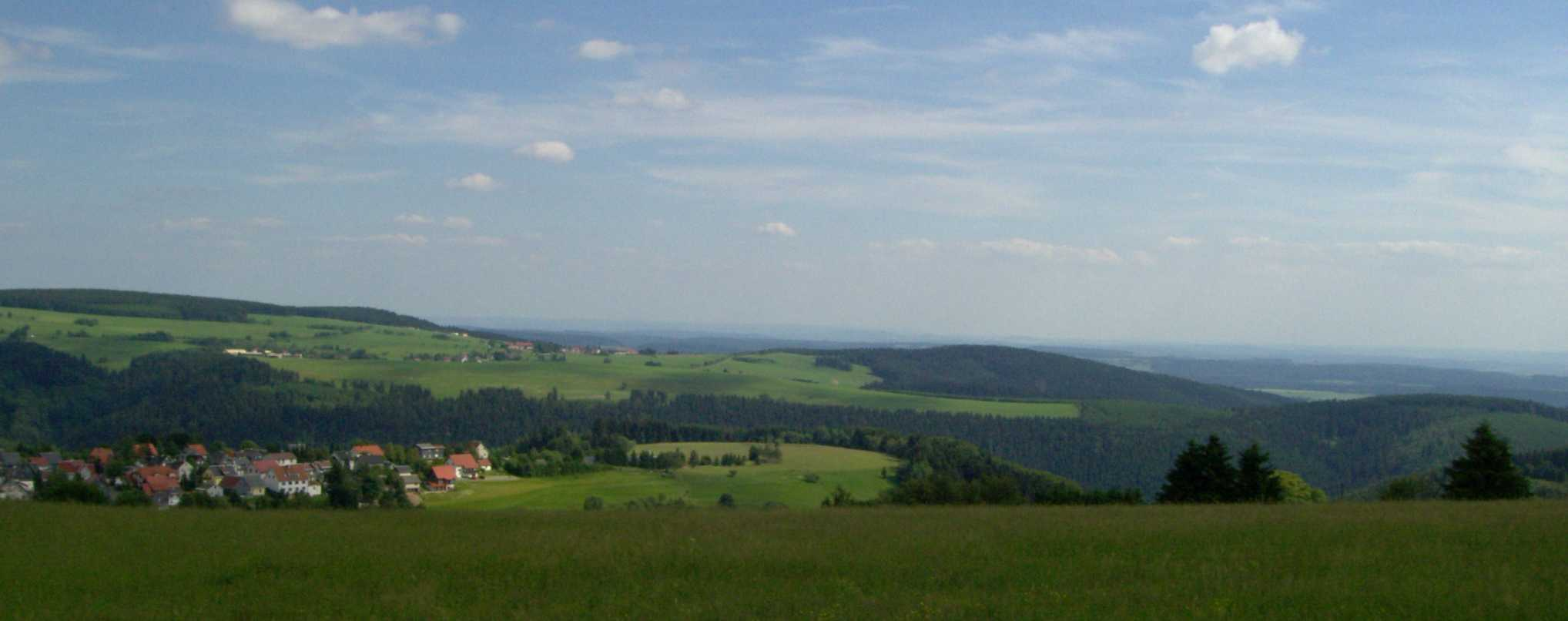
Blick vom Simmersberg auf Schnett und Waffenrod/Hinterrod, Eckartsberg und Klingeberg
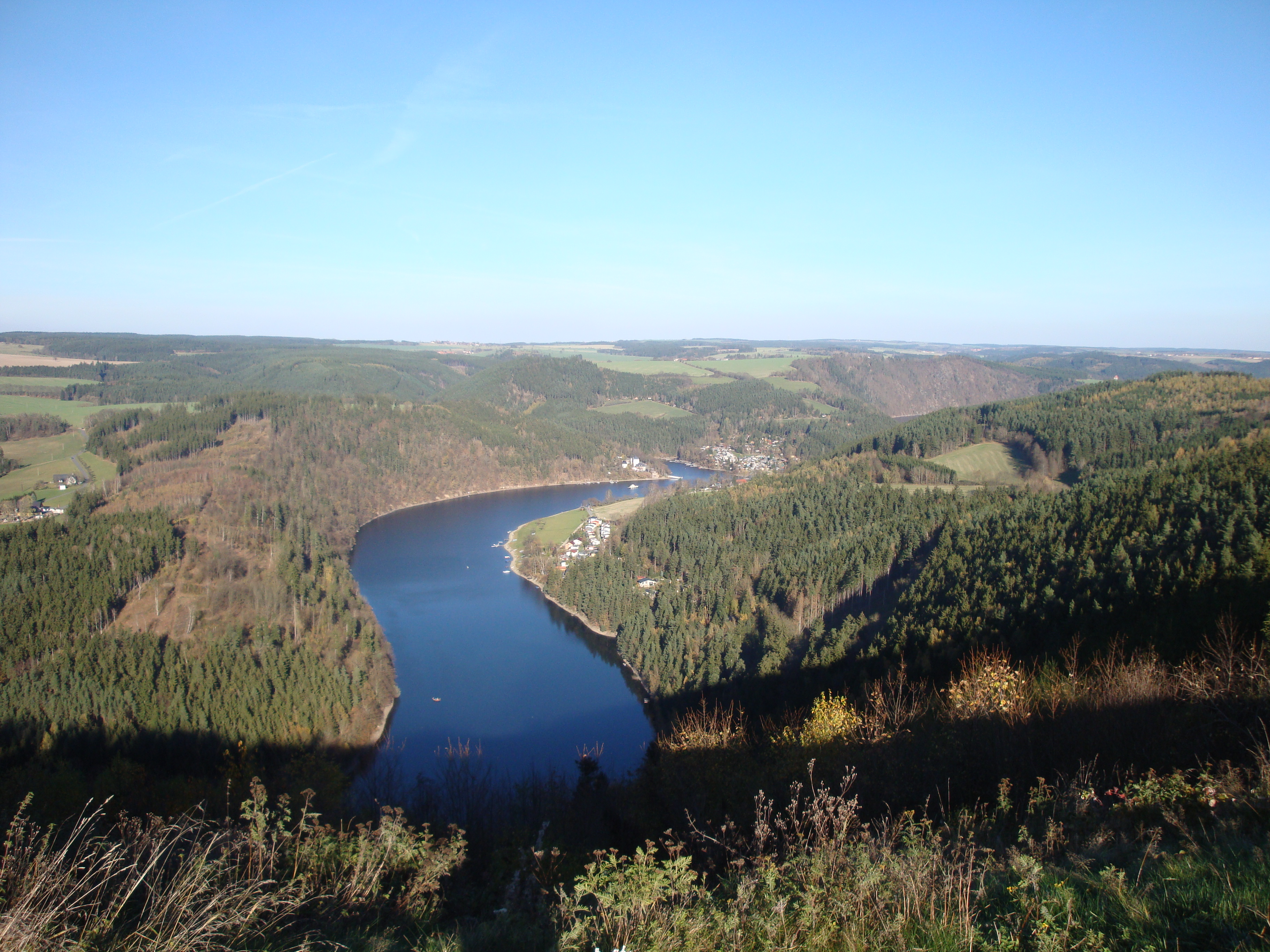
Blick auf den Hohenwarte-Stausee zwischen Altenbeuthen und Linkenmühle
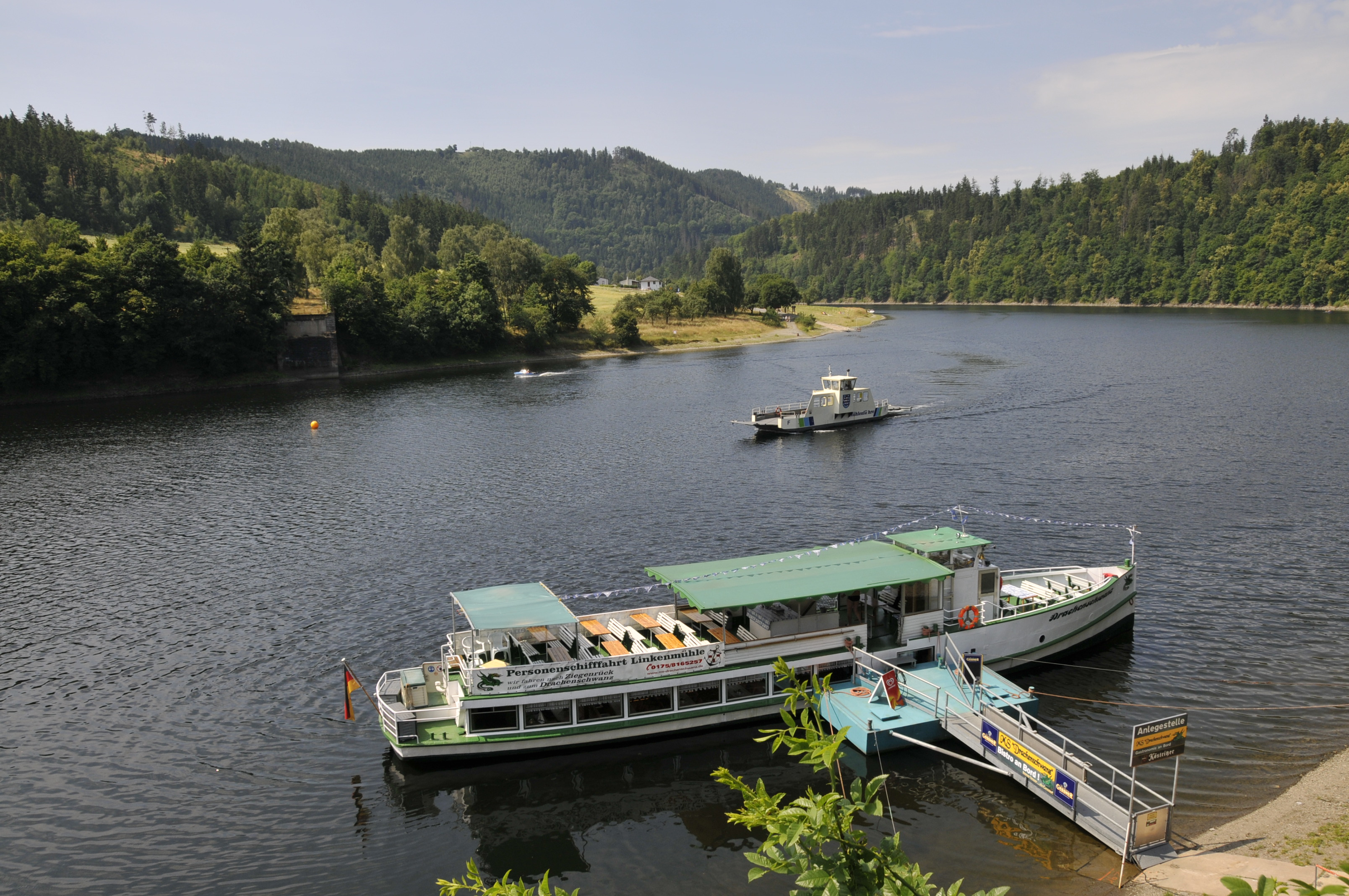
Hohenwarte-Stausee in Höhe der Linkenmühle
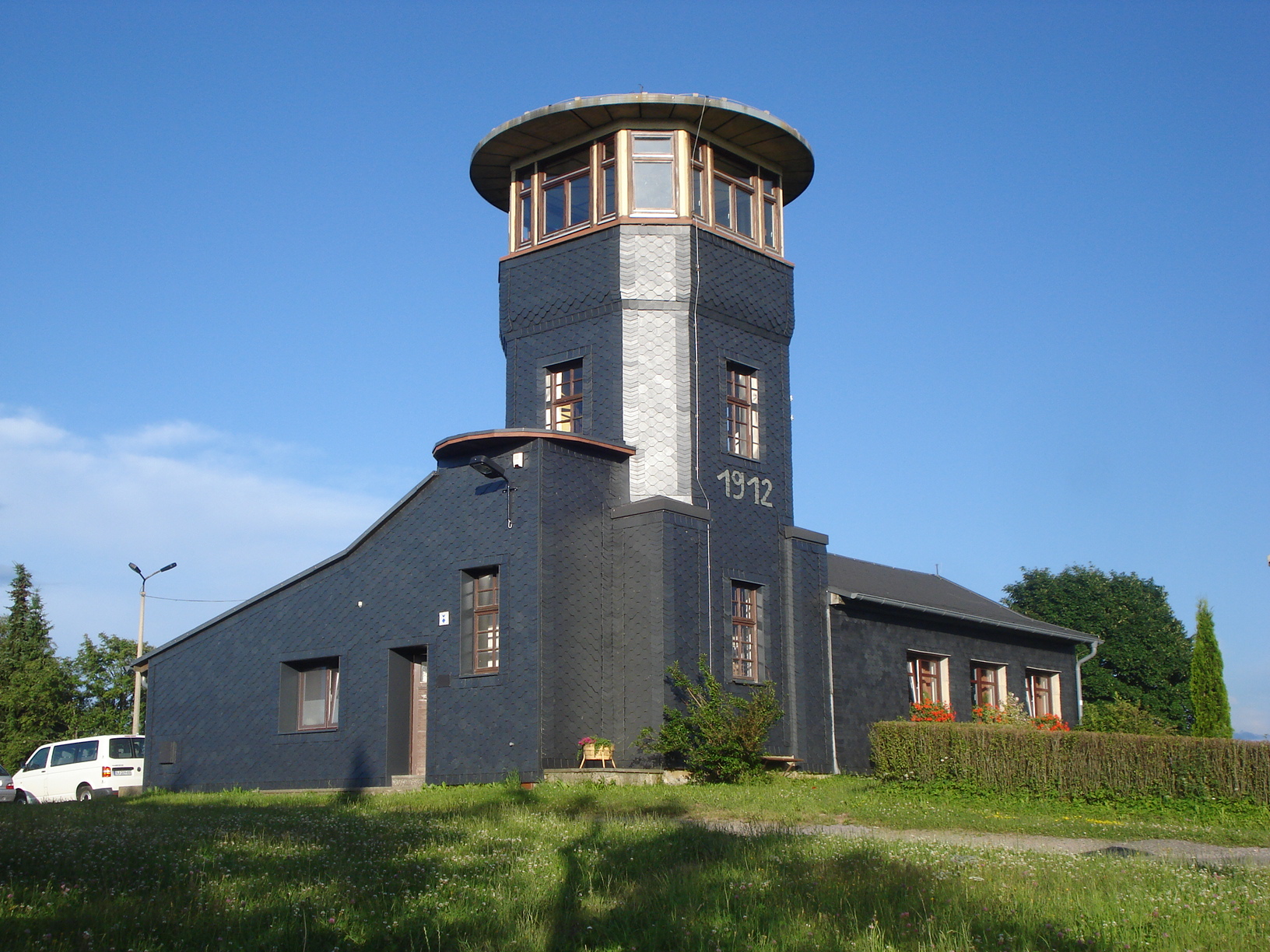
Barigauer Höhe
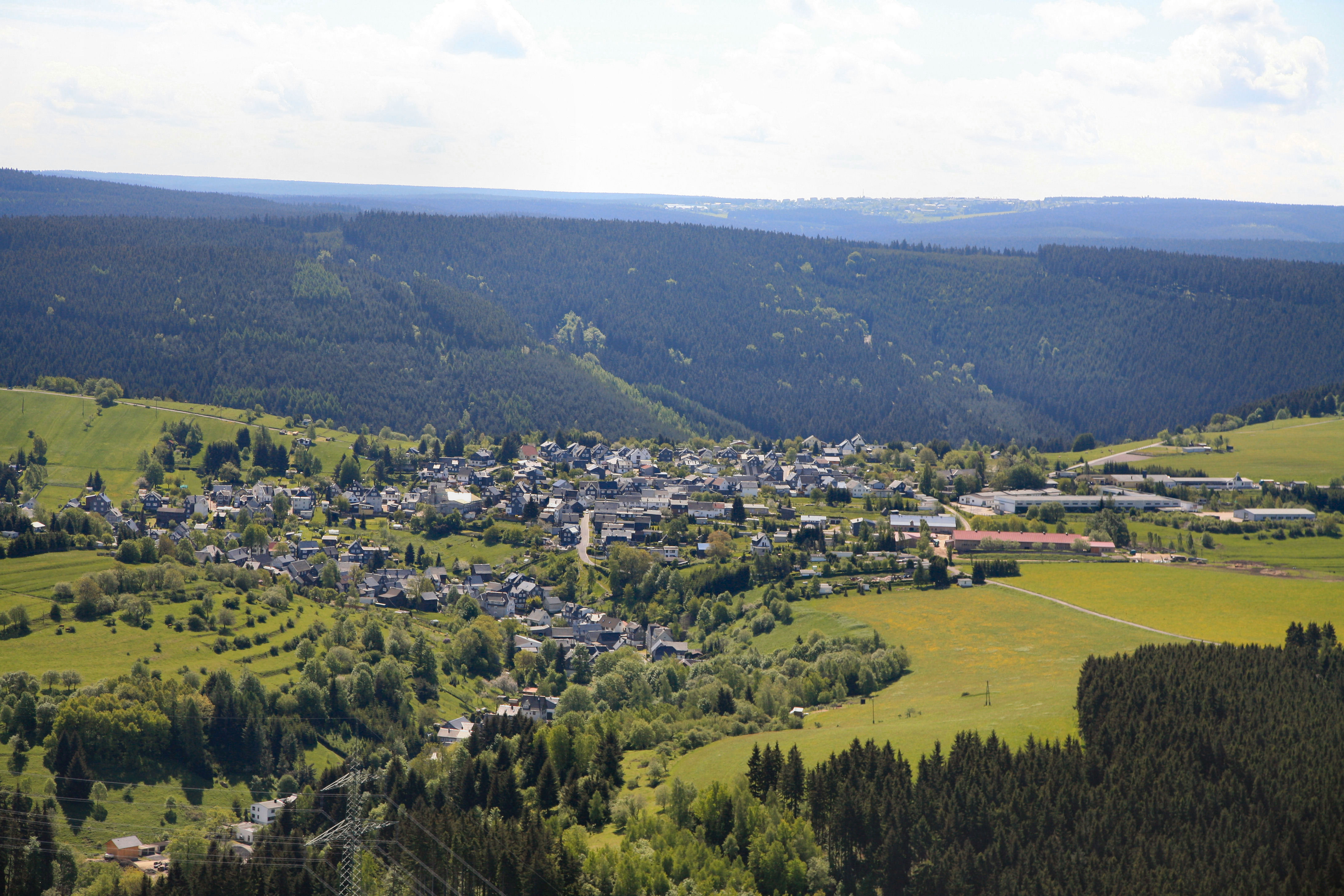
Meuselbach-Schwarzmühle und der Viehberg
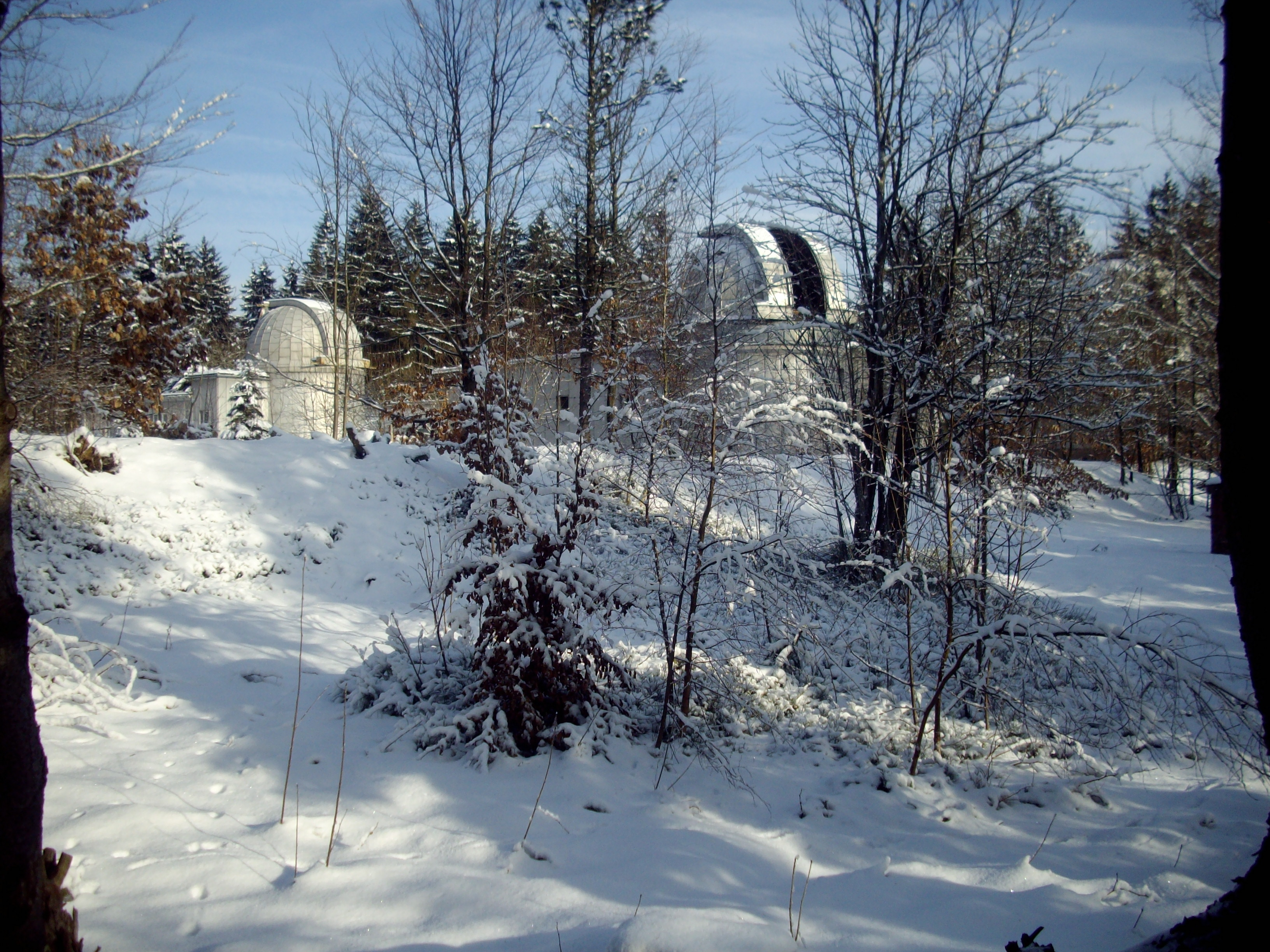
Sternwarte in Neufang auf dem Erbisbühl